# Audi R8
Audi R8 — среднемоторный полноприводный спортивный автомобиль (суперкар), производимый немецким автопроизводителем Audi с 2007 года. Впервые представлен в 2006 году на Парижском автосалоне.
Модель R8, как и ряд других моделей автоконцерна Audi производится исключительно на заводе Audi Sport GmbH (до ноября 2016 г. «Quattro GmbH»)

## История
Начало пути лежит в концепте "Audi quattro Spyder" - среднемоторный спорт купе, оснащенным 2,8-литровым двигателем V6, взятым от Audi 100. Двигатель имел мощность 174 л. с. (128 кВт; 172 л. с.) и крутящий момент 181 фунт-фут (245 Н·м). Он был представлен на Франкфуртском автосалоне в октябре 1991 года. Автомобиль был передвижным испытательным стендом для будущего среднемоторного спорткара и имел 5-ступенчатую механическую коробку передач, модифицированную версию для системы полного привода quattro, алюминиевые кузовные панели с трубчатой стальной пространственной рамой, снаряженную массу 1100 кг (2425 фунтов) и систему подвески с трапециевидными рычагами. Все уникальные особенности, изображенные в концепт-каре, найдут свое место в будущих серийных автомобилях Audi.
Автомобиль был готов к производству и получил массу восторженных отзывов как от автомобильной прессы, так и от потенциальных покупателей, однако из-за экономического спада 1990-х годов компания Audi решила не развивать проект, поскольку спрос не мог окупить затраты на разработку модели.

Концепт-кар был представлен на Франкфуртском автосалоне 1991 года .

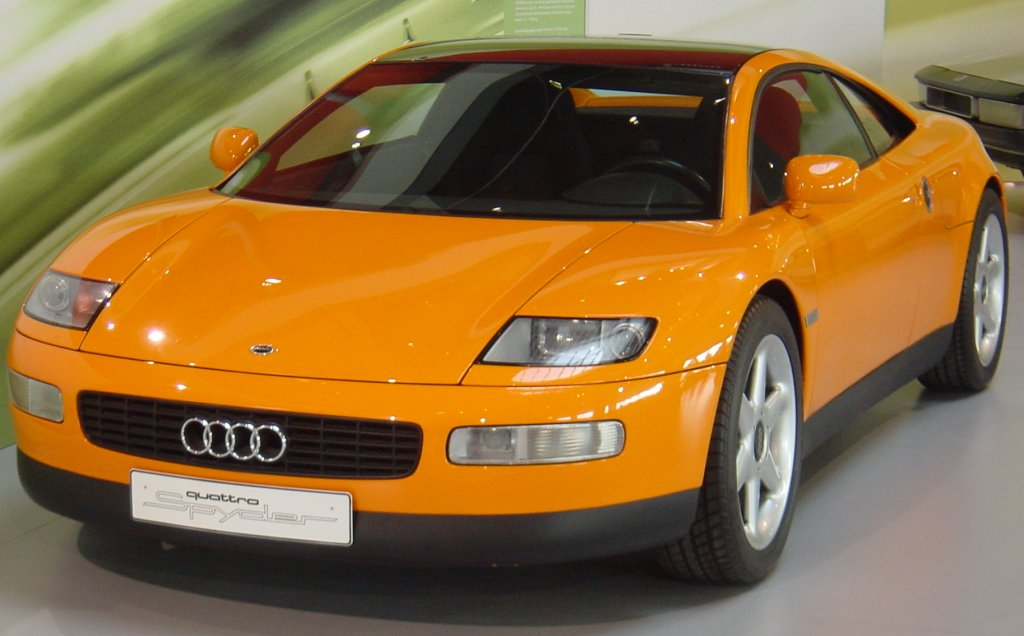
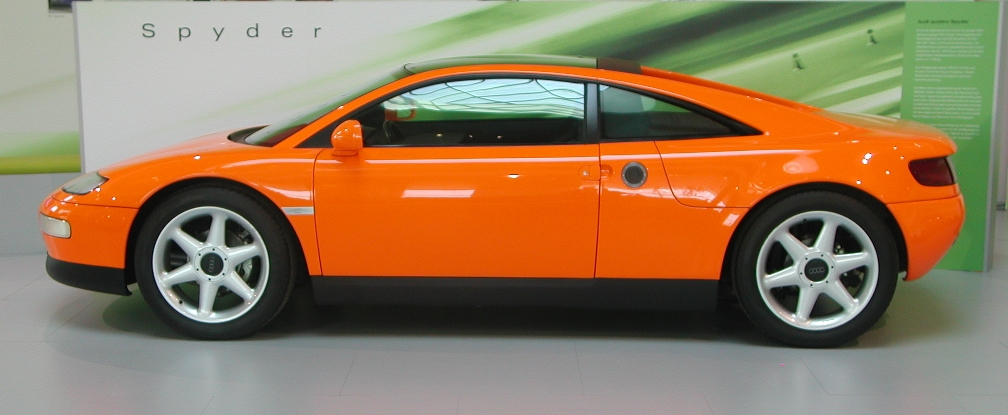

В 2003 году был представлен первый прототип Audi Le Mans quattro на автосалоне во Франкфурте в честь трёхкратной успешной победы на соревнованиях 24 часа Ле-Мана в 2000, 2001 и 2002 годах. Позднее на его платформе был собран Audi RSQ — концепт-кар, созданный компанией Audi специально для фильма «Я, робот» в 2004 году. После громкого маркетингового успеха автомобиль пошел в серию под именем Audi R8, в честь легендарного гоночного болида R8 Le-Mans который стал не превзойденным победителем. Audi начала участвовать в гонках на прототипах спорткаров в 1999 году, дебютировав на гонке 24 часа Ле-Мана. Были разработаны и участвовали в гонках в первом сезоне две концепции автомобилей —  Audi R8R (прототип открытого кокпита «родстер») и Audi R8C (прототип закрытого кокпита «купе» GT). R8R занял достойное место на подиуме во время своего гоночного дебюта в Ле-Мане и стал концепцией, которую Audi продолжила развивать в сезоне 2000 года из-за благоприятных правил для прототипов открытого кокпита. Поддерживаемая заводом команда Joest Racing трижды подряд побеждала в Ле-Мане на Audi R8 (2000–2002), а также выиграла все гонки в Американской серии Ле-Ман в свой первый год. Audi также продала автомобиль командам-клиентам, таким как Champion Racing .  Audi вернулась на подиум победителей в гонке 2004 года, и все три лучших финишера были на R8: Audi Sport Japan Team Goh заняла первое место, Audi Sport UK Veloqx второе, а Champion Racing третье.

В 2005 году на гонке 24 часа Ле-Мана Champion Racing выставила два R8, а также R8 из Audi PlayStation Team Oreca . R8 (которые были построены по старым правилам LMP900) получили более узкий ограничитель воздухозаборника, что снизило мощность и увеличило вес на 50 кг (110 фунтов) по сравнению с новым шасси LMP1. В среднем R8 отставали от Pescarolo – Judd примерно на 2–3 секунды . Но с командой превосходных водителей и опытом оба Champion R8 смогли занять первое и третье места, в то время как команда Oreca заняла четвертое место. Команда Champion также стала первой американской командой, выигравшей Ле-Ман после Gulf Ford GT в 1967 году. Это также завершает долгую эру R8; однако его замена на 2006 год под названием Audi R10 TDI была представлена 13 декабря 2005 года.

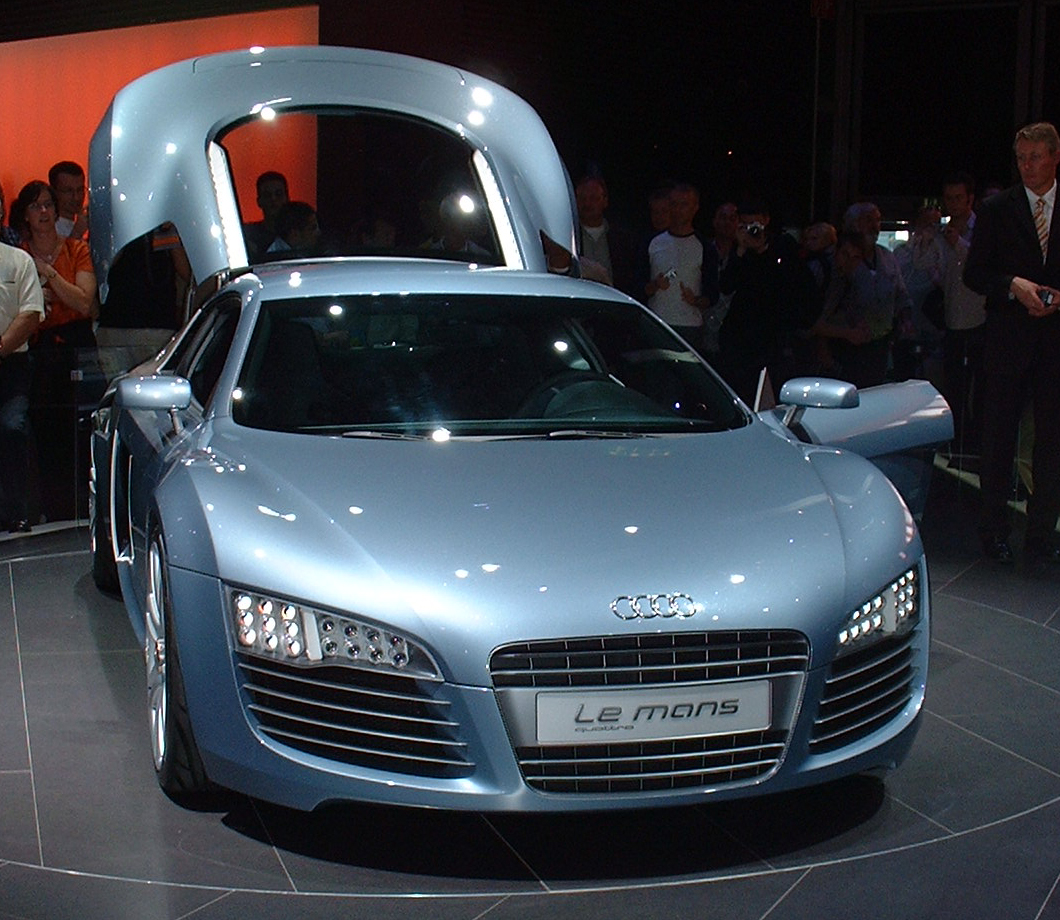
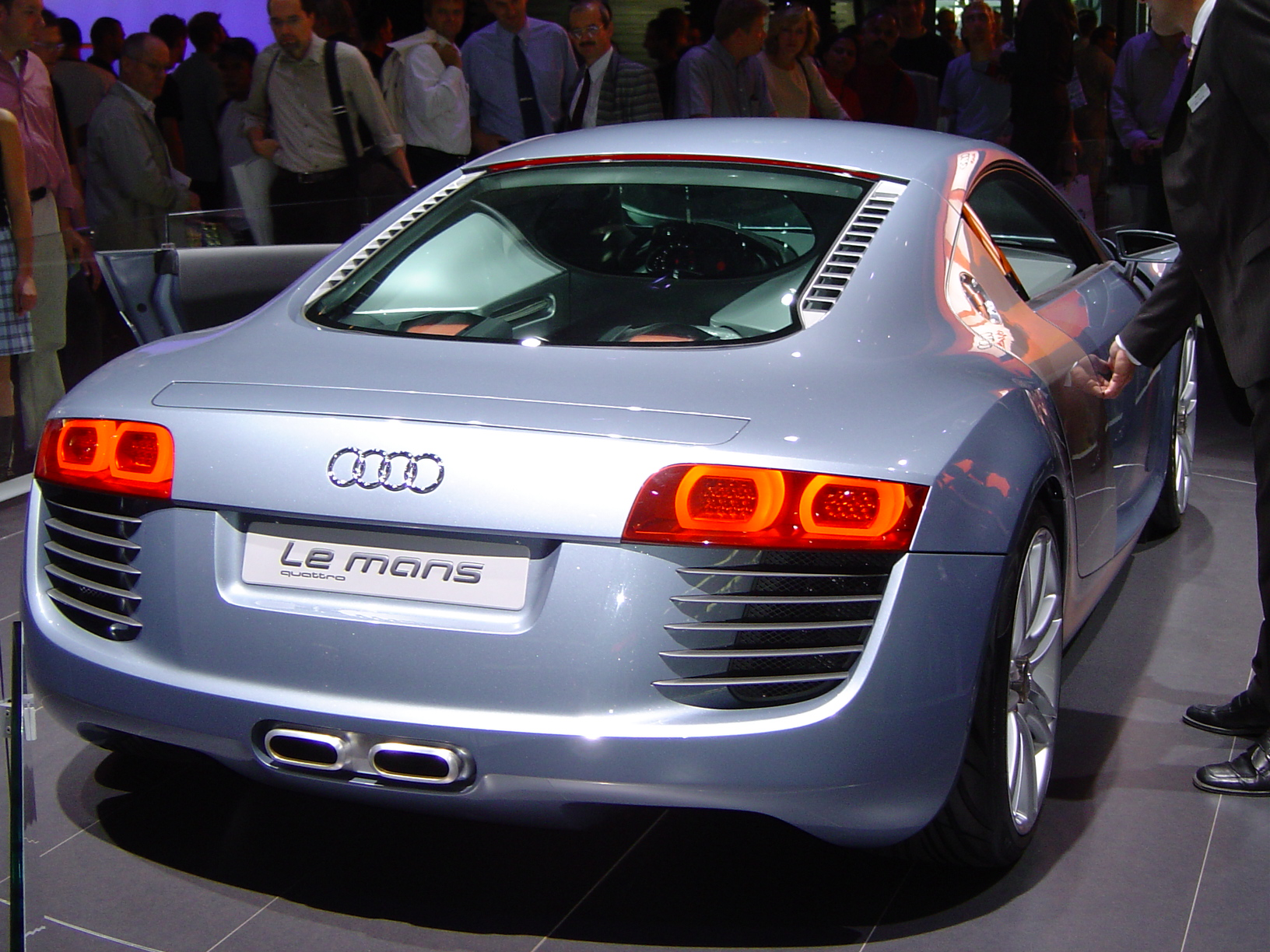

## Первое поколение

### V8
В базовой комплектации Audi R8 оснащается атмосферным двигателем V8 объёмом 4,2 литра, использующим технологию FSI, который вырабатывает максимальную мощность равную 420 лошадиным силам. Разгон от 0 до 100 км/ч составляет 4,6 секунды. Максимальная скорость в целях безопасности ограничена электроникой на отметке 301 км/ч.

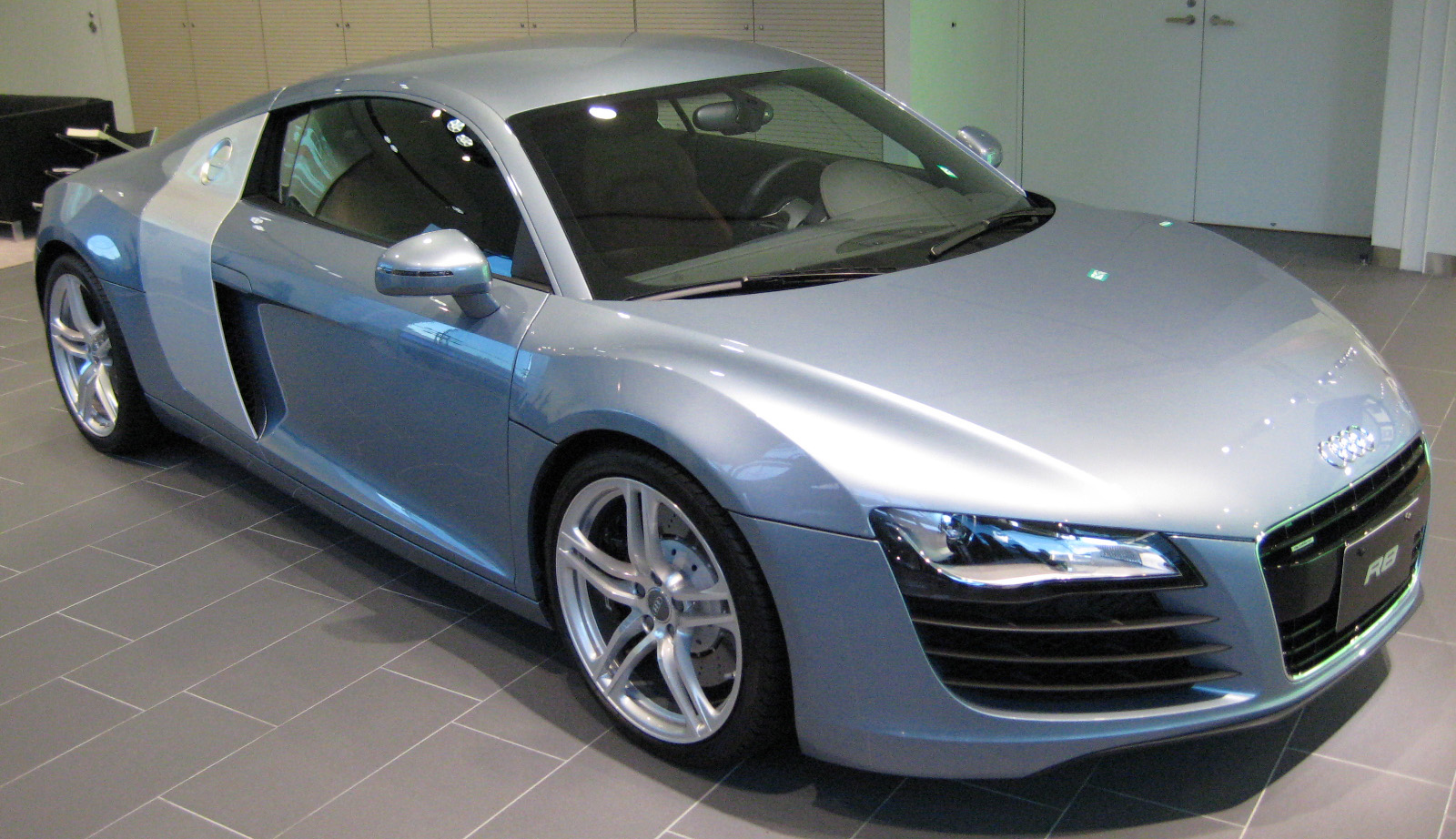
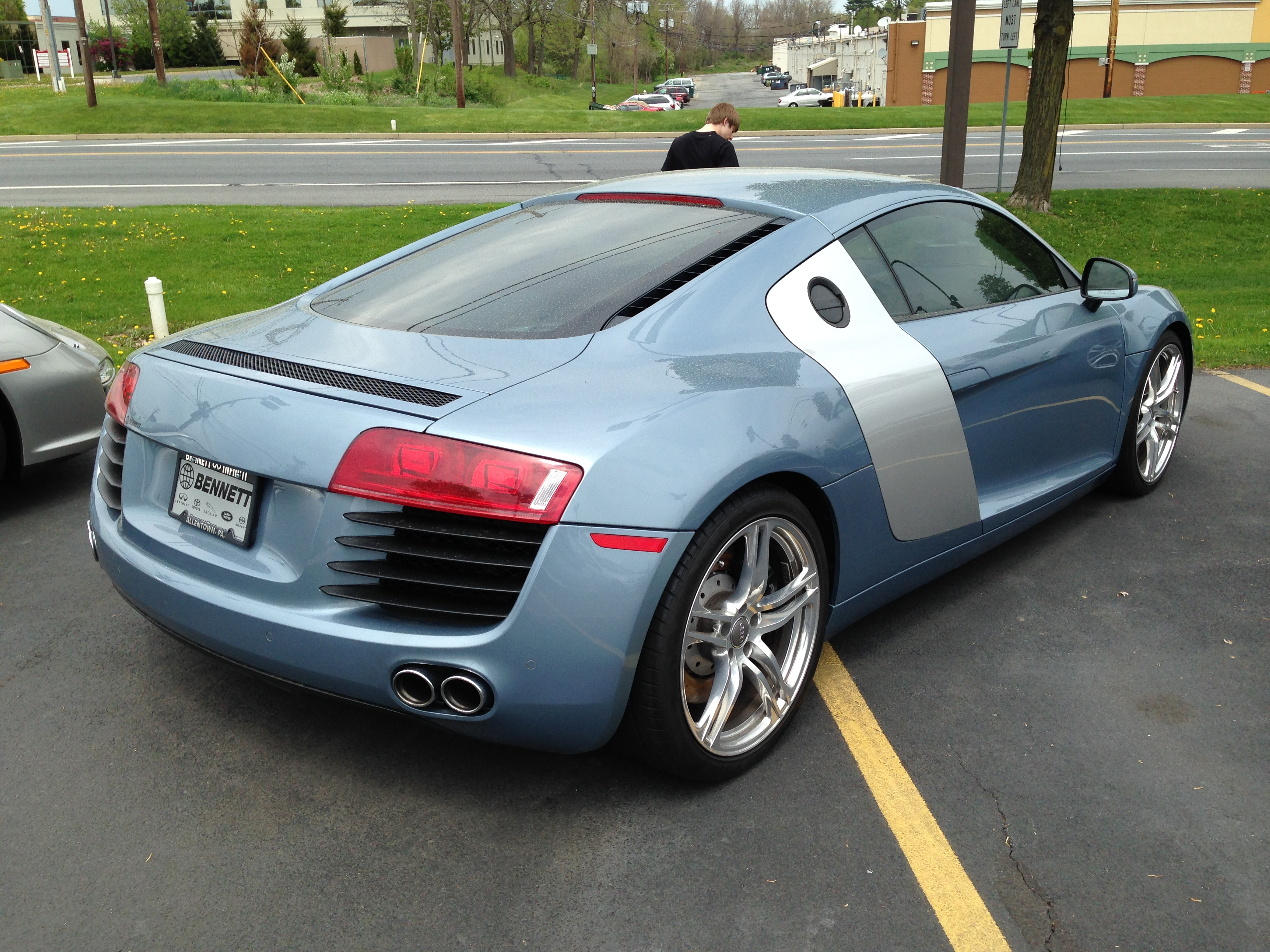

>

#### V8 Spyder (2011)
1 июля автомобильный журнал Autocar объявил о том, что Audi пополнила гамму двигателей R8 428-сильным (на 14 л. с. больше, чем у версии купе с аналогичным силовым агрегатом) V8 объёмом 4,2 литра, разгоняющая автомобиль от 0 до 100 км/ч за 4.8 секунды, развивая максимальную скорость в 299 км/ч.

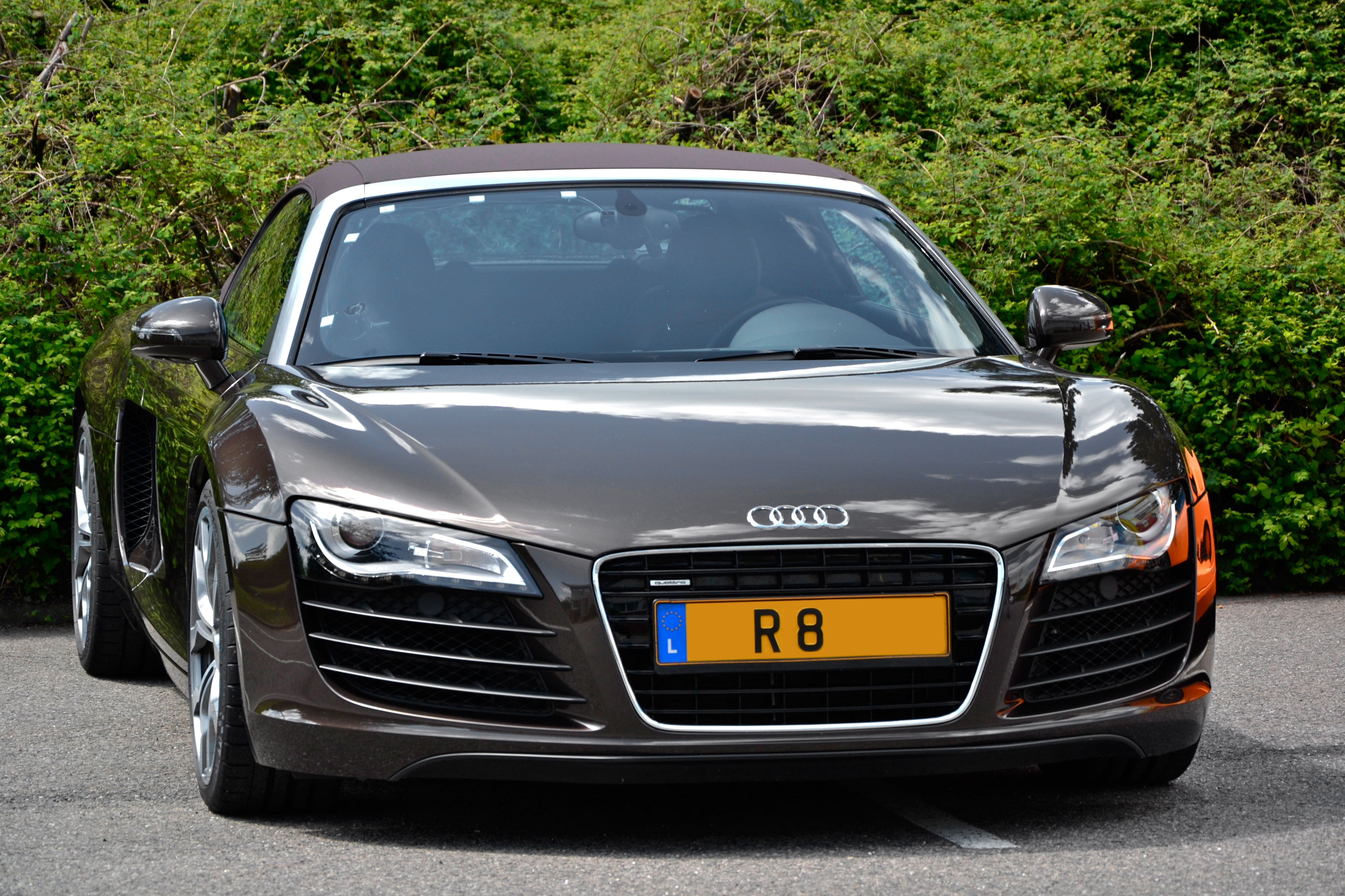
2011 - 2012
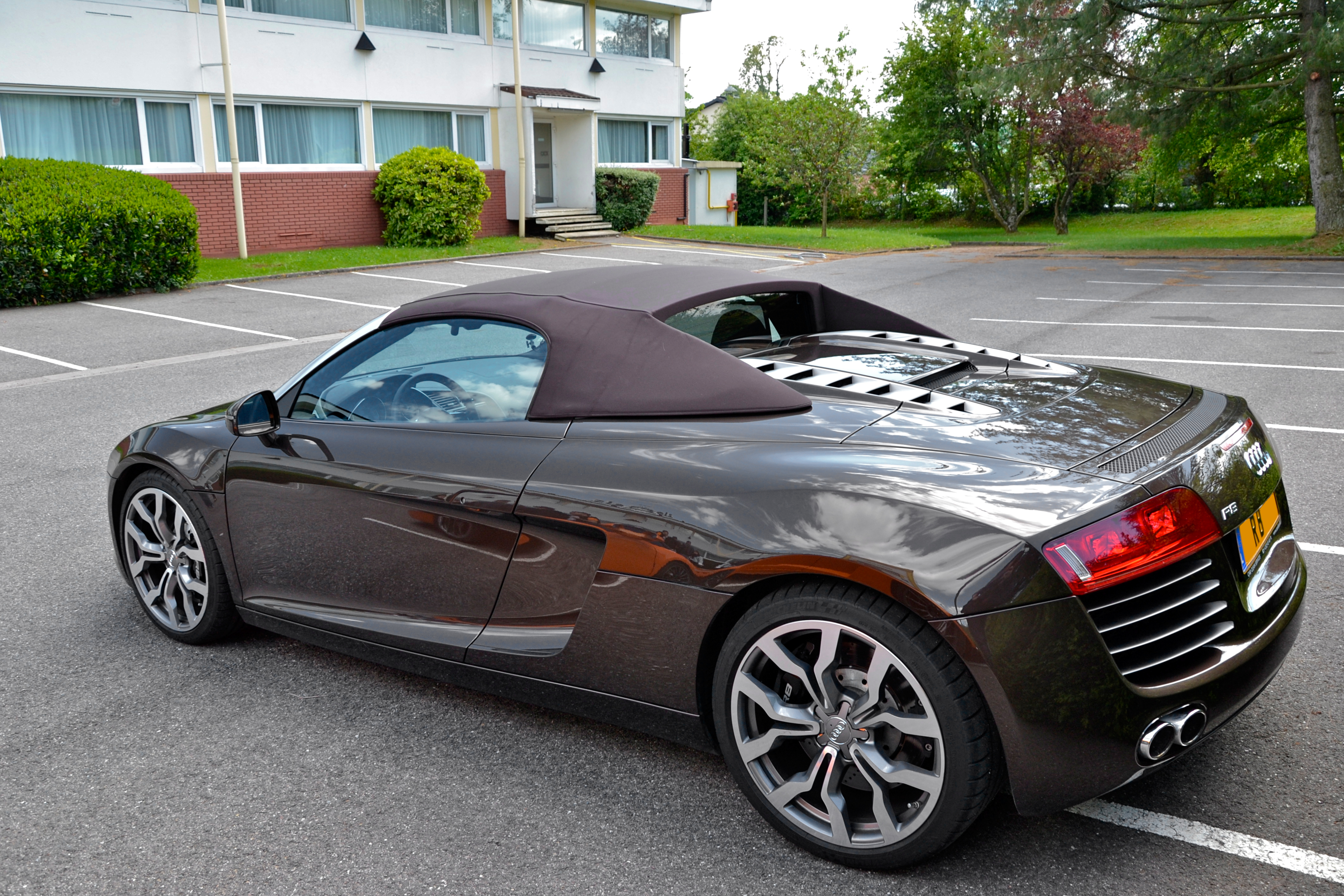
2011 - 2012
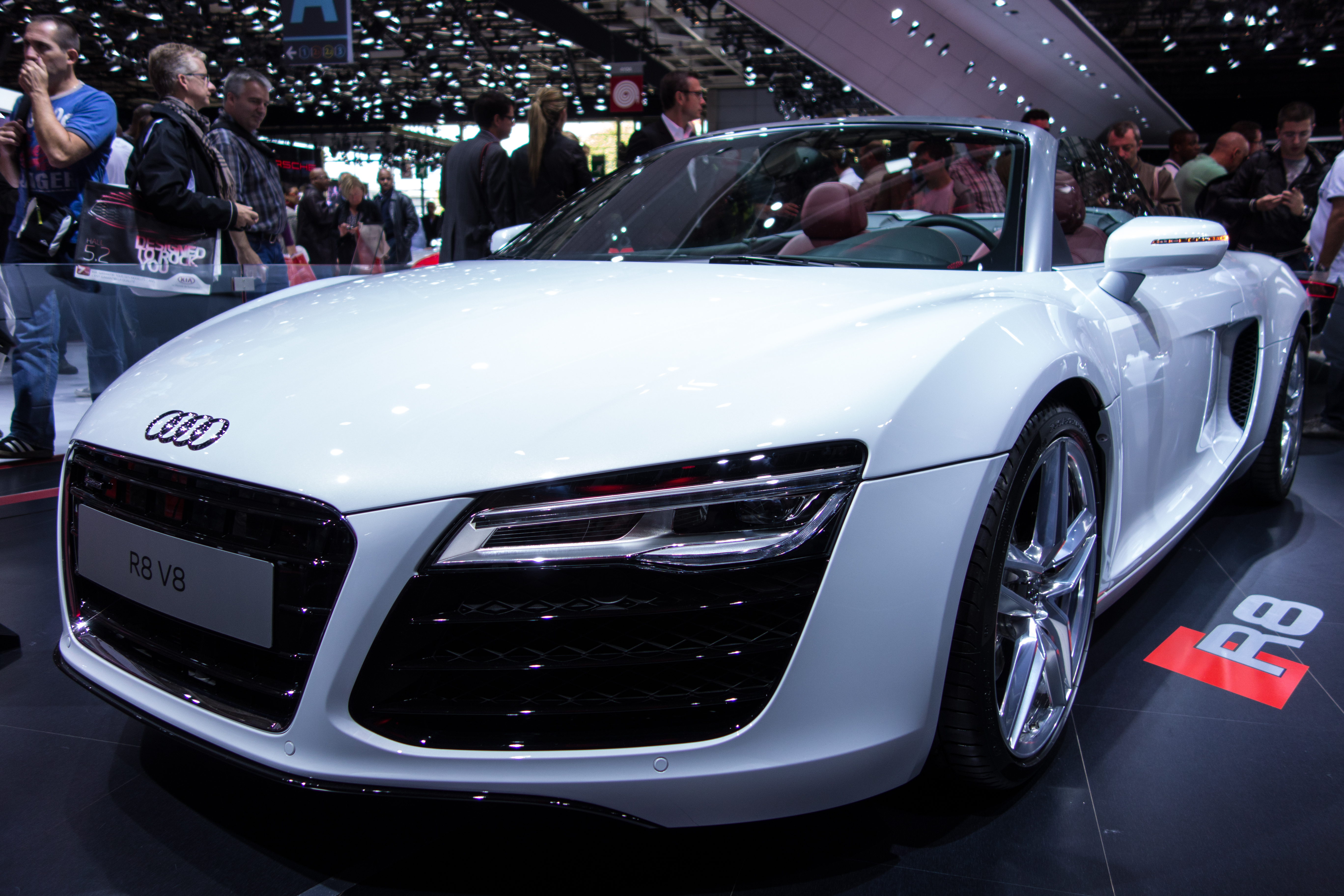
Рестайлинг
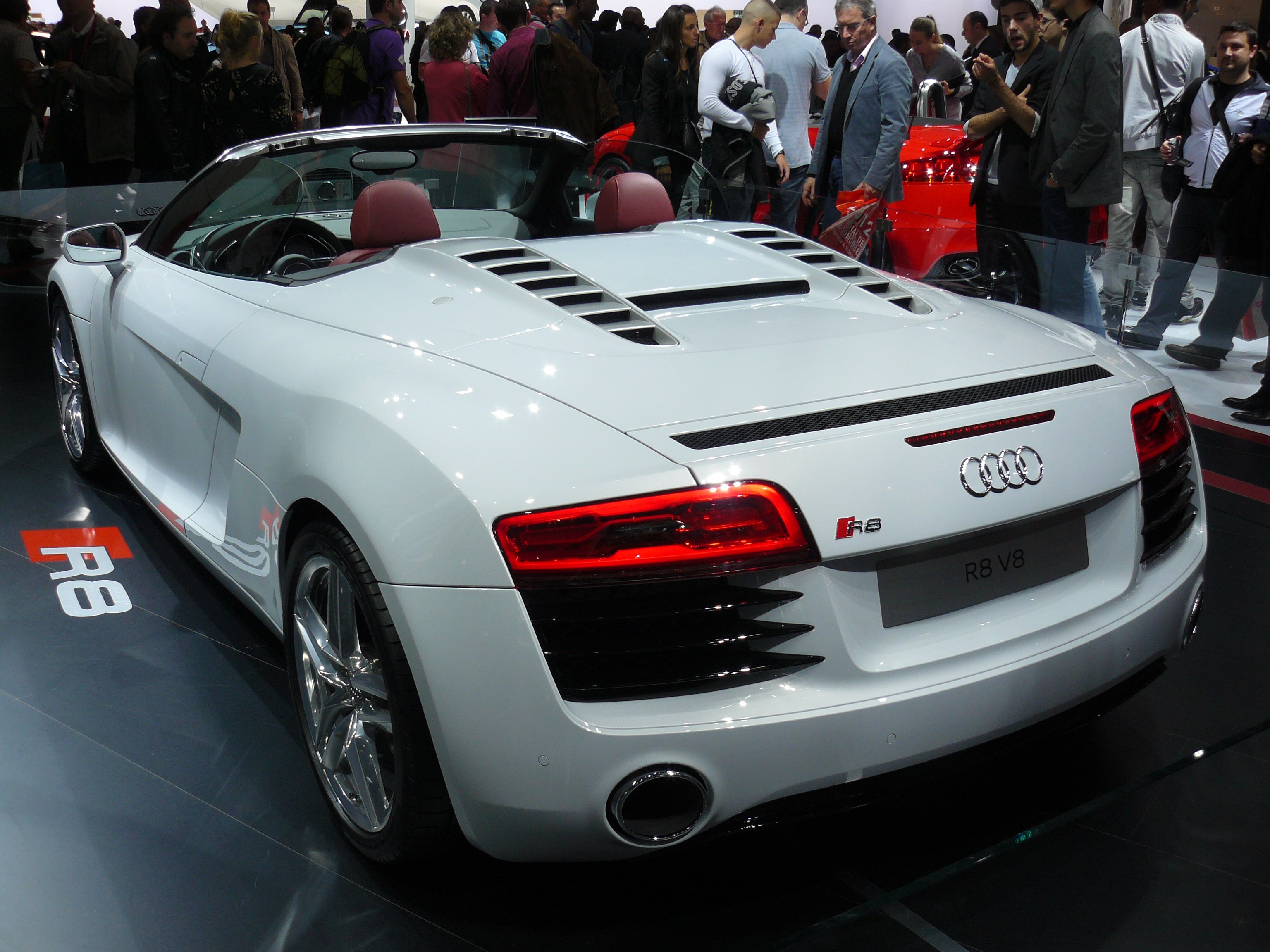
Рестайлинг

### V10
Модификация Audi R8 с 5,2-литровым атмосферным двигателем V10 мощностью в 525 лошадиных сил. Независимо от мотора, мощность передается посредством шестиступенчатой механической или автоматической коробки Audi R Tronic с помощью передаточного механизма, (такой же установлен в Lamborghini Gallardo). Кроме этого, R8 оснащена системой полного привода и лёгким кузовом из сплава алюминия. Дизайн автомобиля разрабатывался итальянским автомобильным дизайнером Вальтером де Сильвой и его дизайнерской командой.
Салон украшен декоративными вставками из карбона и алюминия. Также автомобиль оснащается аудиосистемой Bang & Olufsen с 12 динамиками. На Audi R8 в стандартной комплектации устанавливаются 18-дюймовые диски с шинами размерности 235/40 на передней оси и 285/35 на задней.

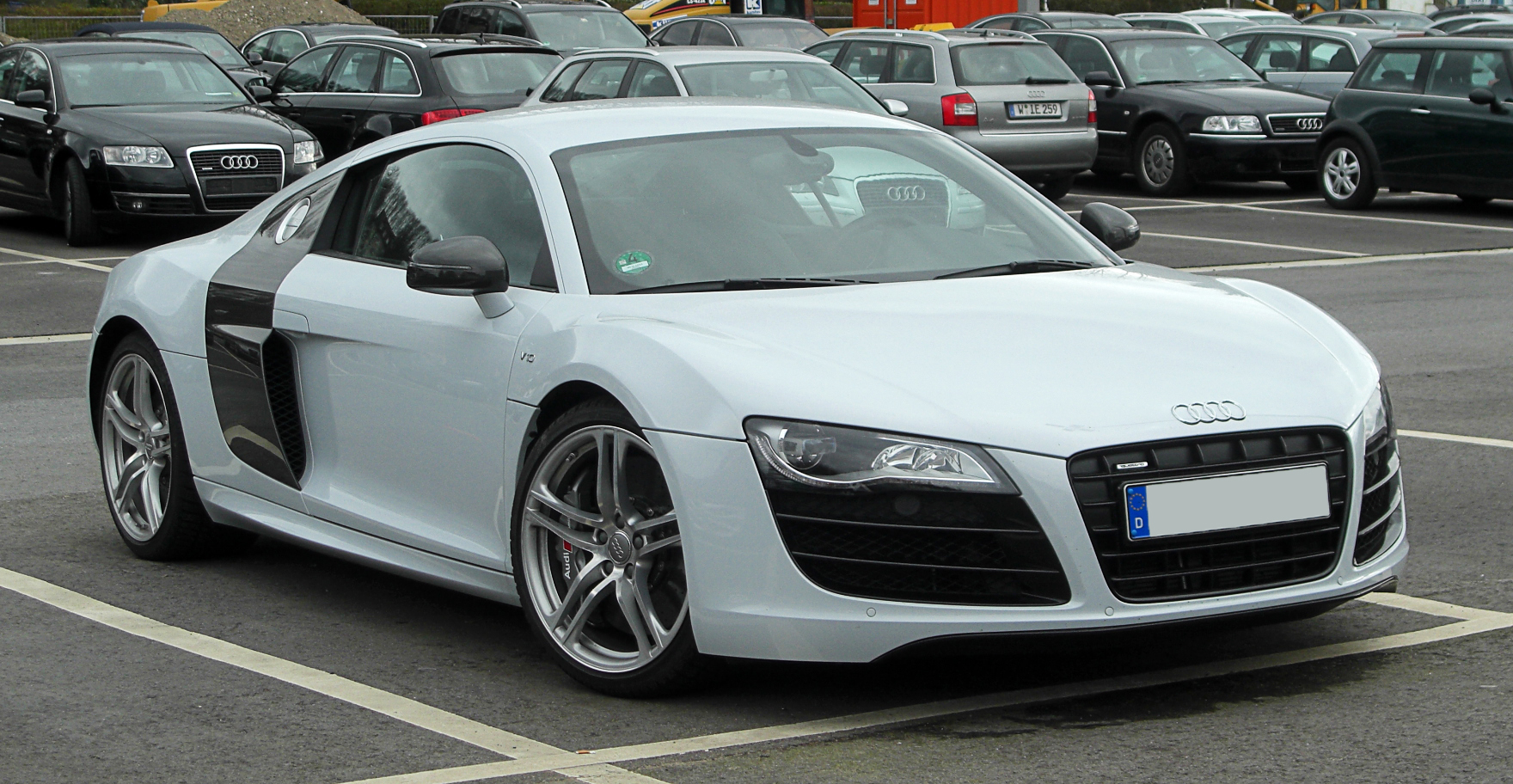
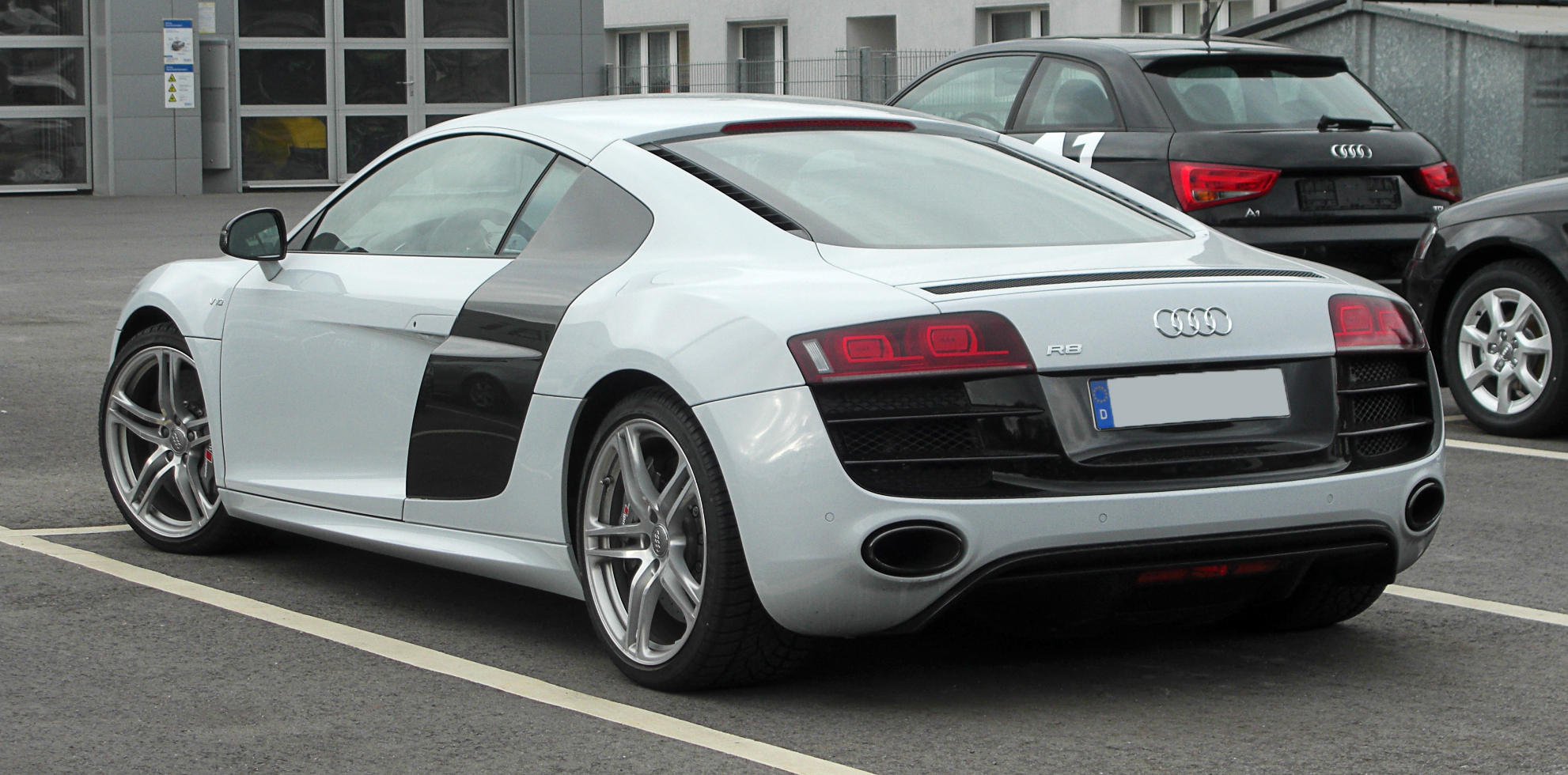
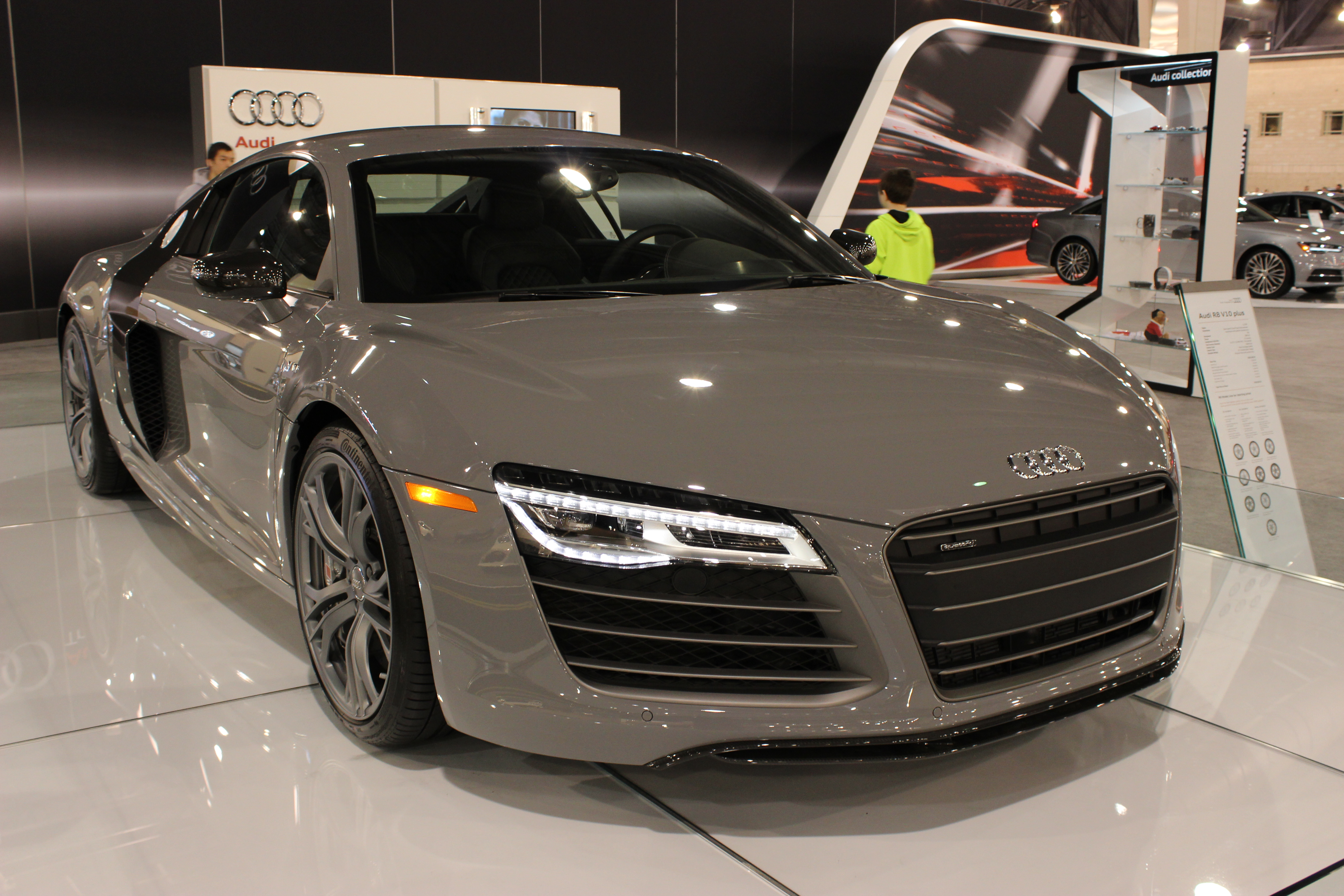
Рестайлинг
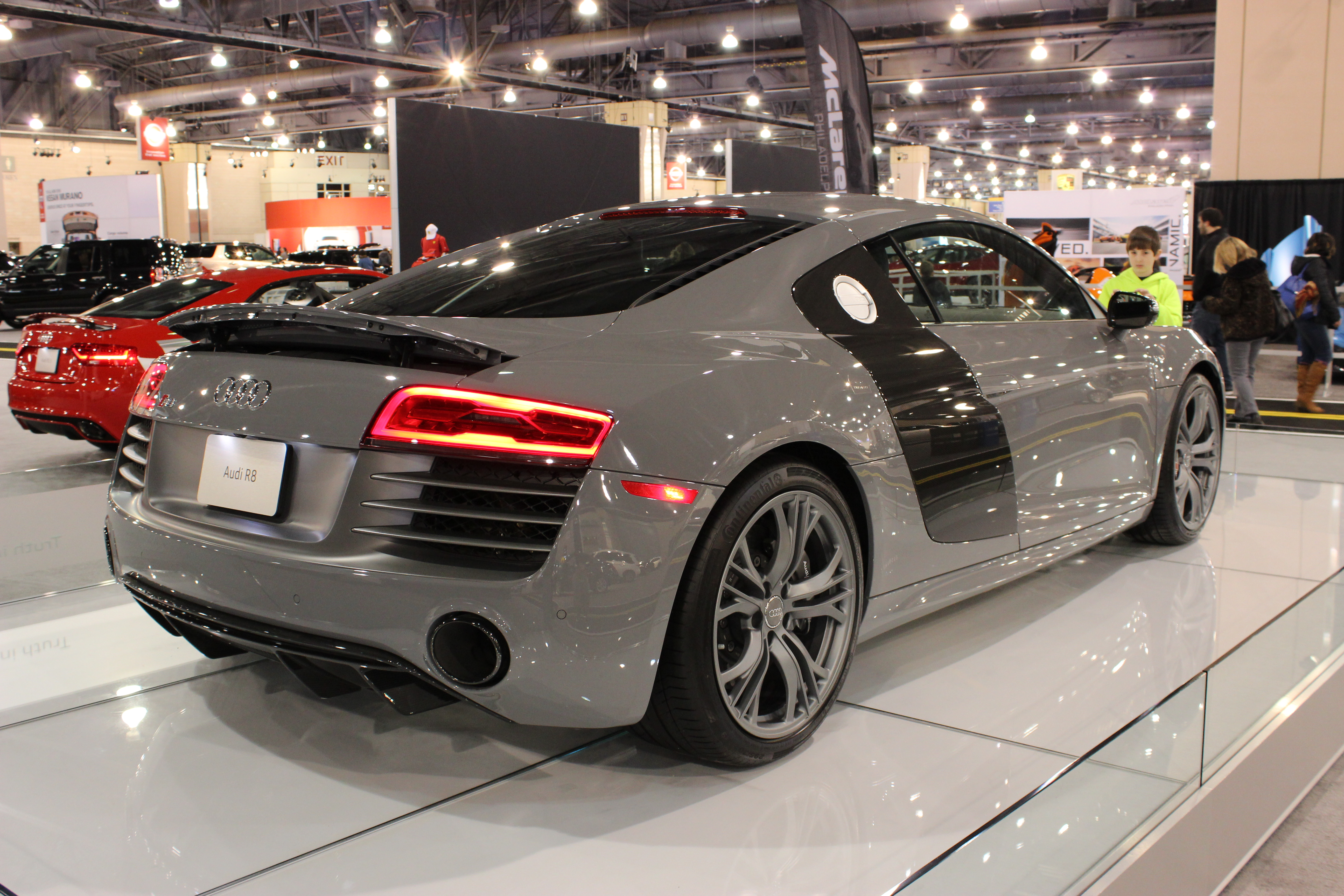
Рестайлинг

#### V10 Spyder
Родстер на базе Audi R8 — Audi R8 Spyder, был впервые замечен на съёмках фильма «Железный человек». После того, как шпионские фотографии со съёмок появились в интернете в 2008 году, поползли слухи, что Audi готовит к премьере открытую версию R8. Так оно и оказалось — в 2009 году на Франкфуртском автосалоне автомобиль был представлен широкой публике. На родстере была убрана уже ставшая «визитной карточкой» R8 панель на боку автомобиля, отличающаяся по цвету от остального кузова машины. Изначально на автомобиль устанавливался только 5,2-литровый двигатель V10 FSI.

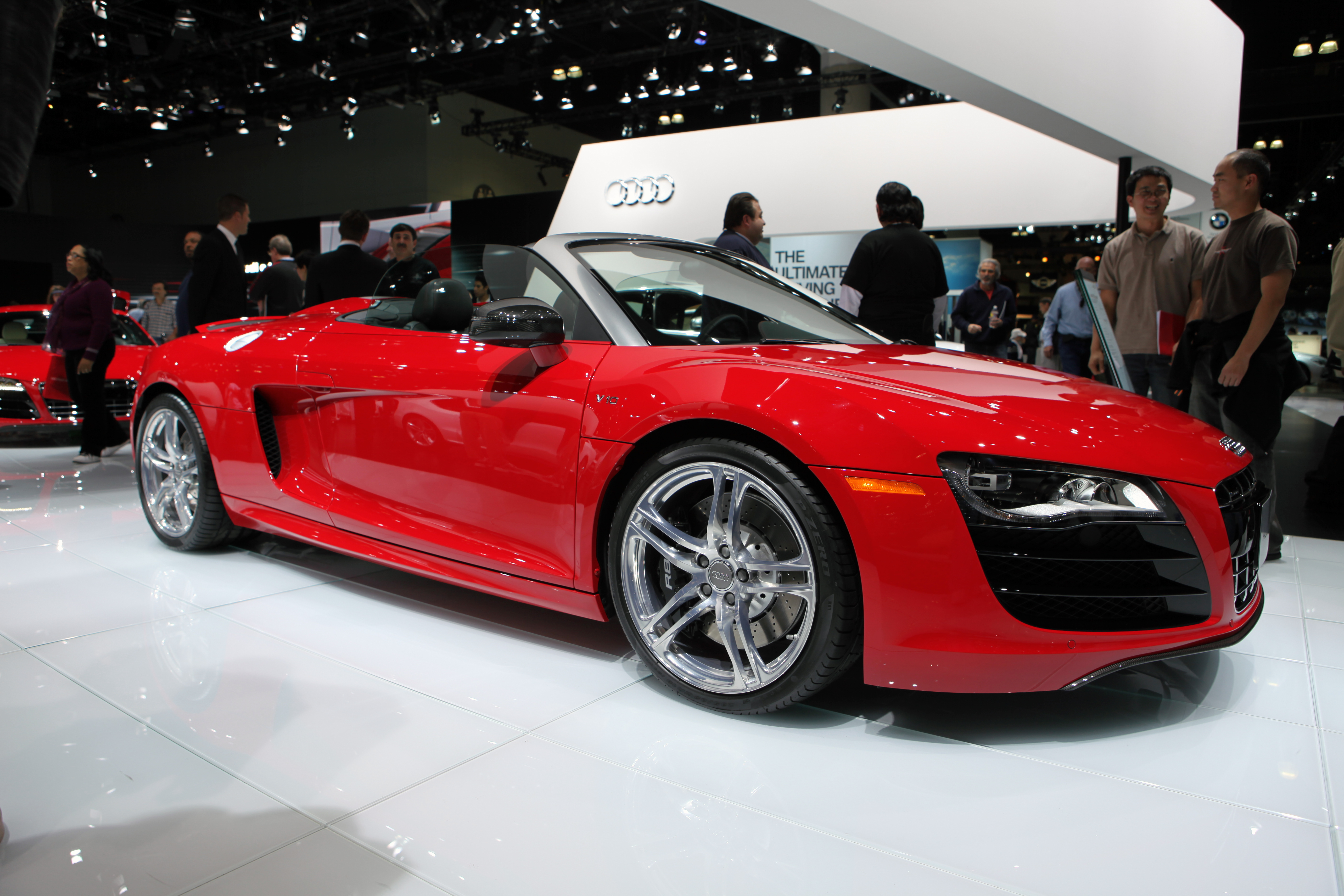
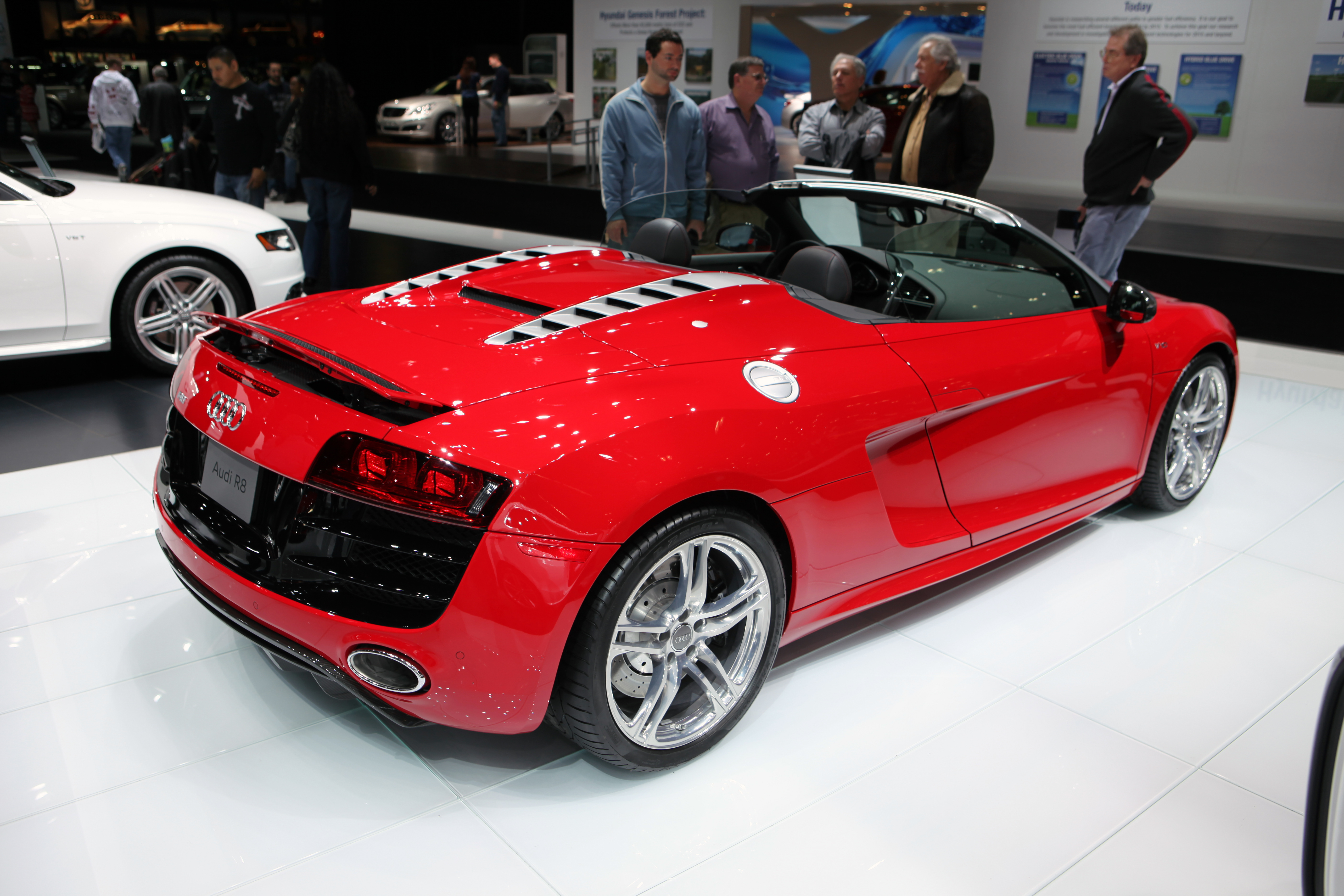
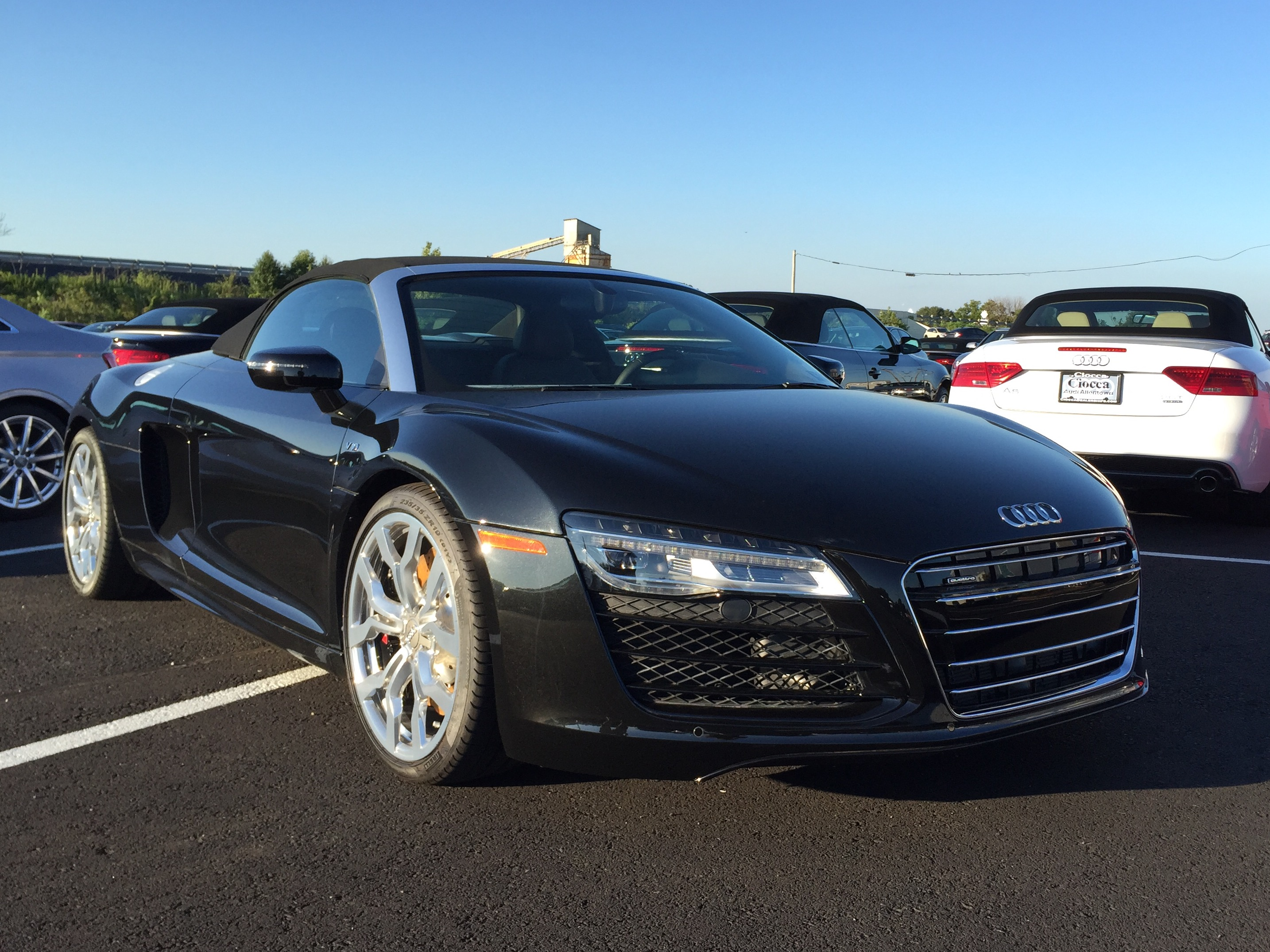
Рестайлинг

#### V10 Plus (2016)

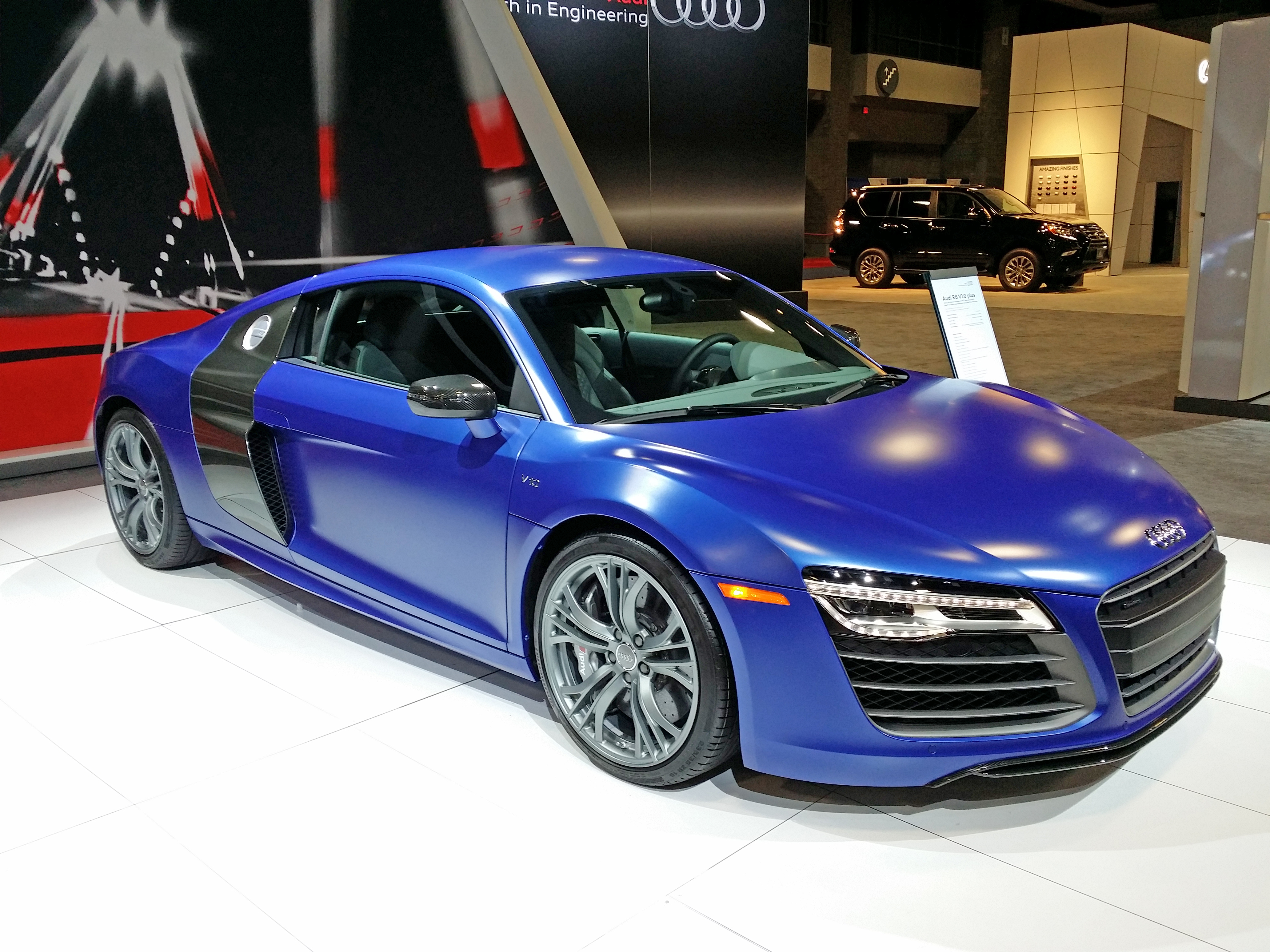
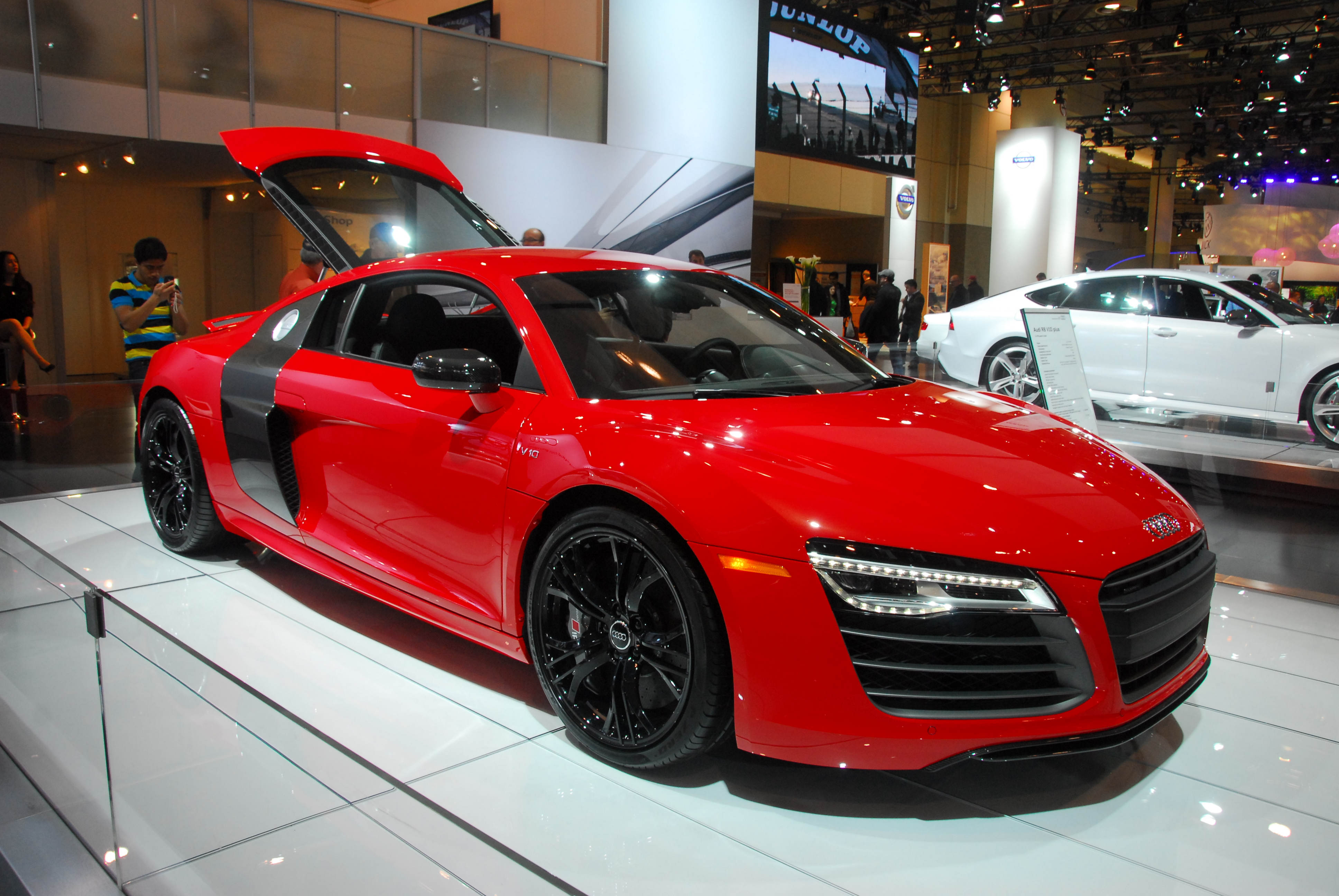
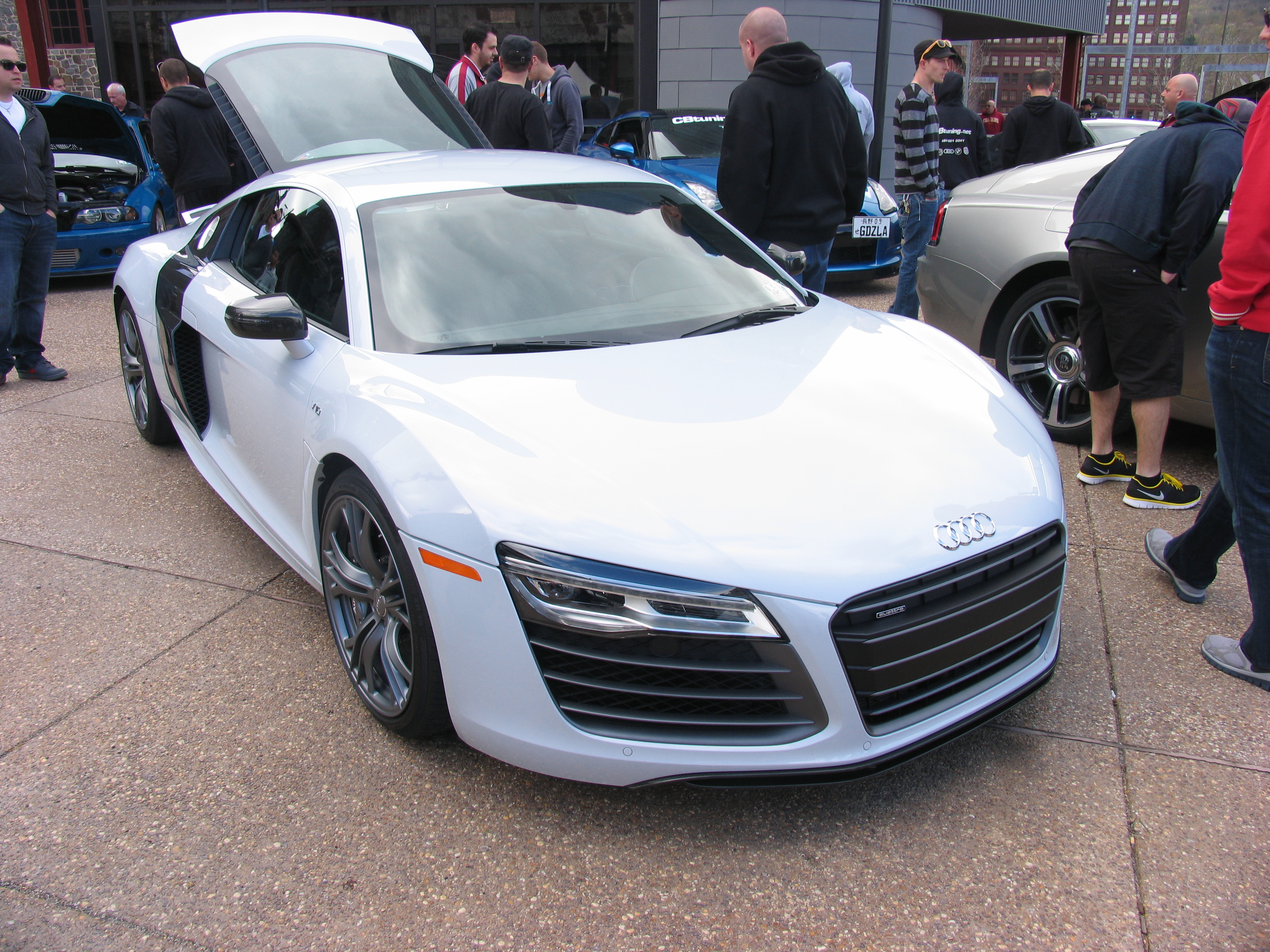
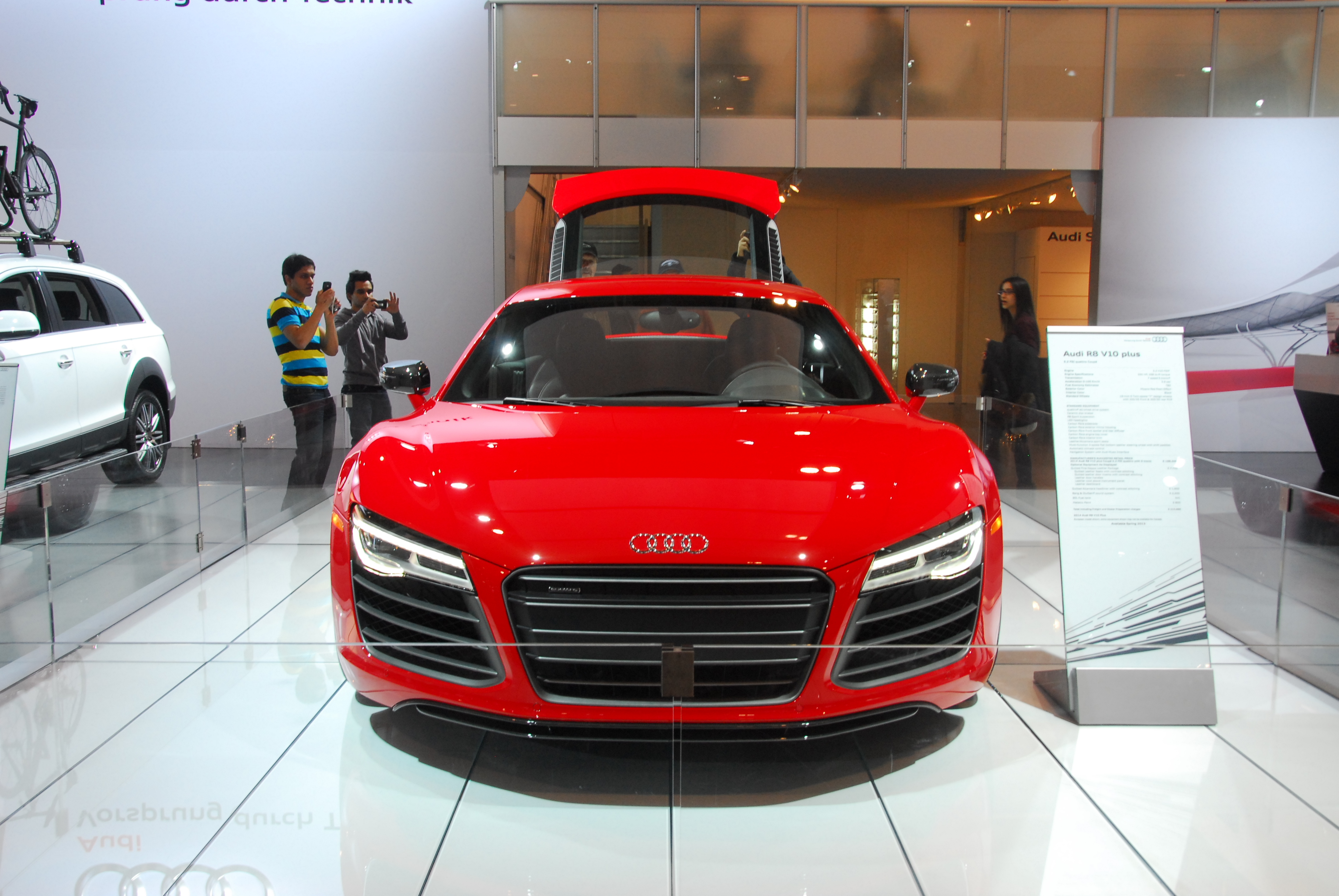

- Двигатель V10 5204 см2
- Мощность: 550 л. с.
- Вес: 1595 кг
- 0-100 км/ч 3.3 сек.
- Максимальная скорость: 320 км/ч[8][9]

### GT
В мае 2010 года была представлена Audi R8 GT — специальная версия суперкара, которая была произведена в количестве 333 экземпляров. От обычной Audi R8 V10, специальная версия отличается следующими параметрами:
- R8 GT на 70 кг легче, чем обычная R8 (масса R8 GT — 1 525 кг).
- Мощность специальной версии была повышена до 552 л. с. Это даёт машине соотношение мощности/массы 362 л. с. на тонну.
- Максимальная скорость R8 GT на 24 км/ч выше, чем у обычной версии (325 км/ч против 301 км/ч).
- Audi R8 GT разгоняется от 0 до 100 км/ч за 3,5 секунды — это на 0,4 секунды быстрее, чем R8 V10.
- Внешне R8 GT выделяется фиксированным антикрылом сзади, красными накладками на тормозные суппорты, видоизменёнными бамперами c диффузорами и шильдиками «GT» вместо «V10».

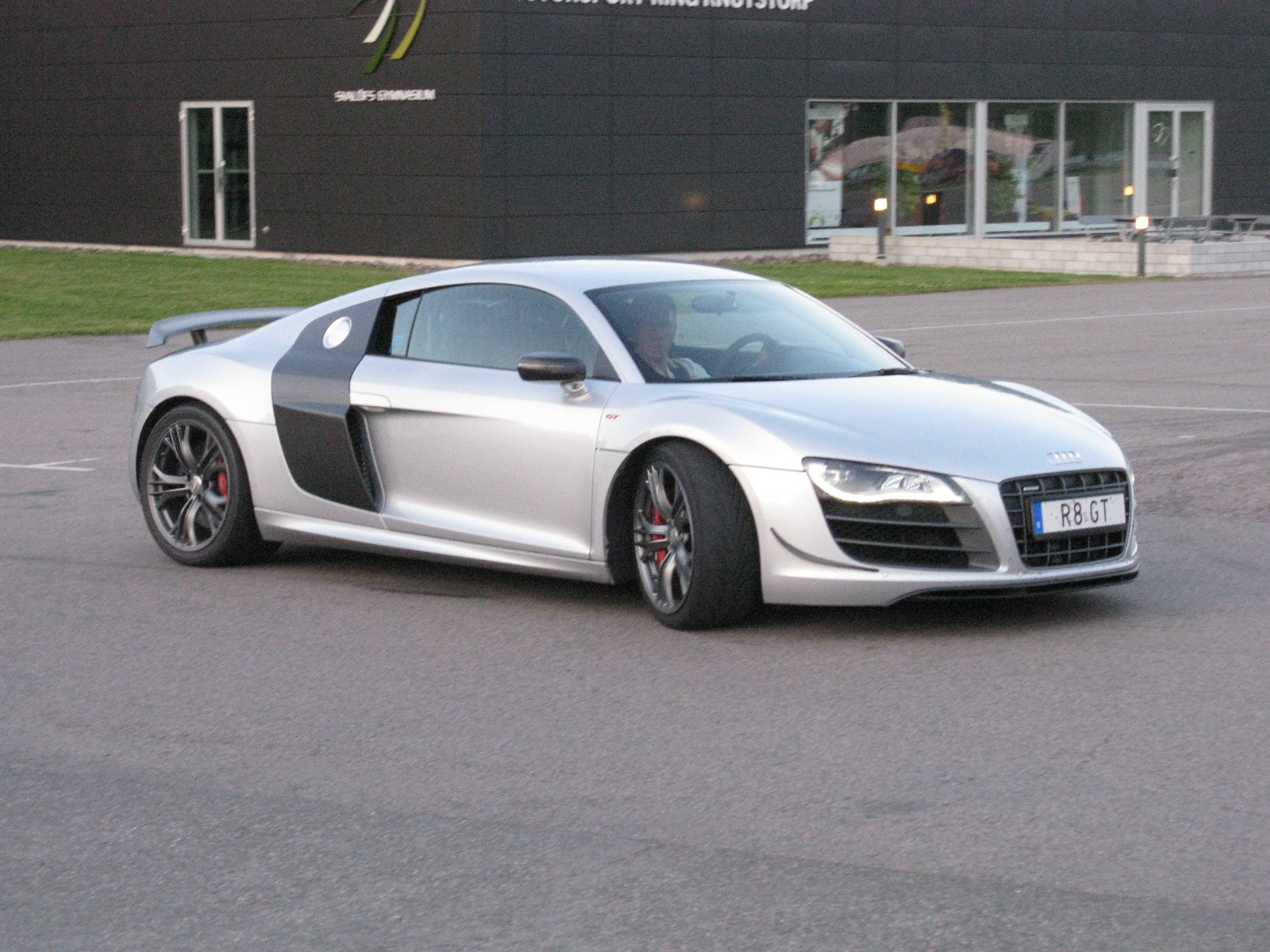
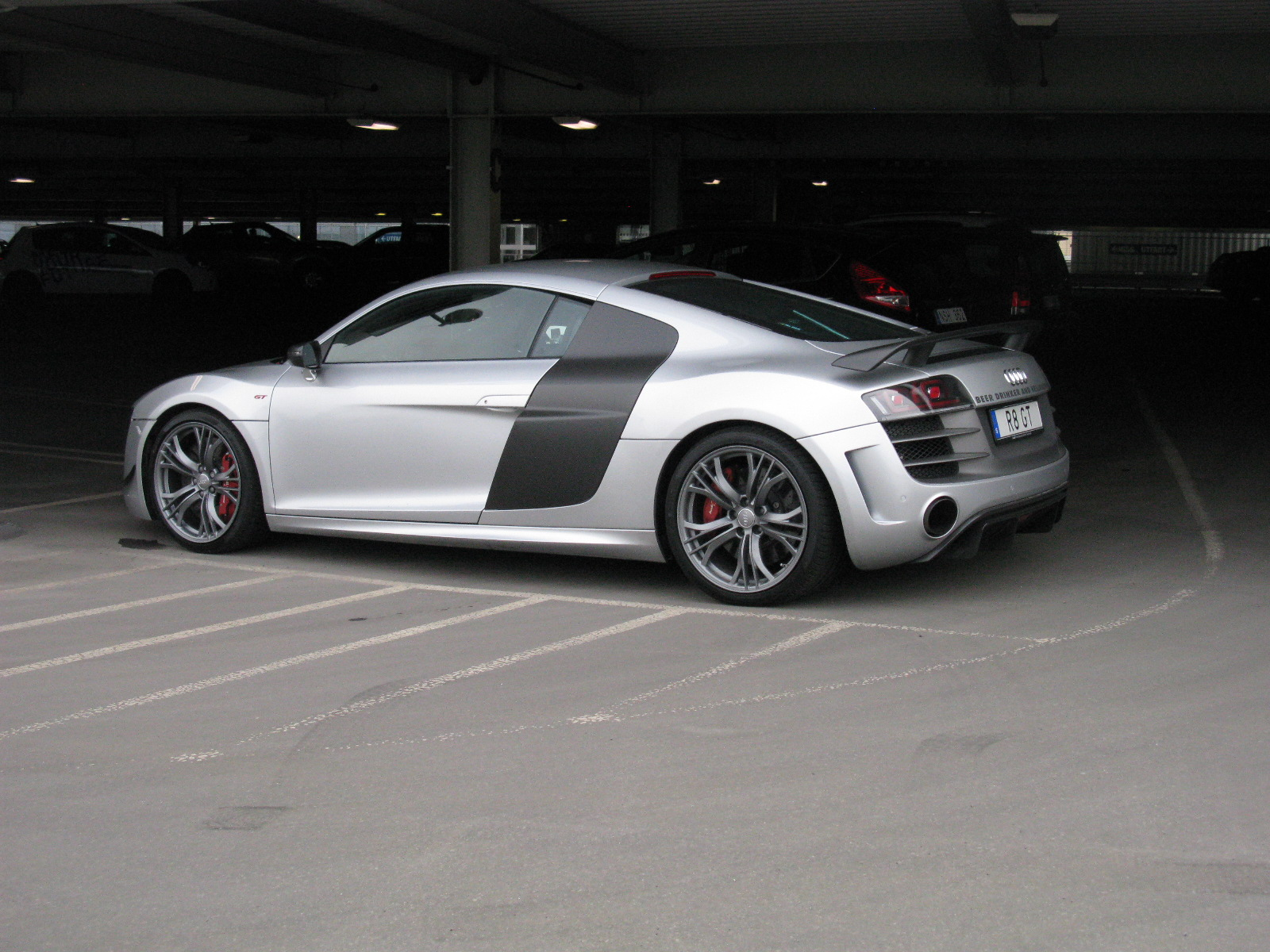

#### GT Spyder
Масса:1640 кг. Мощность: 560 л. с. Разгон 0 — 100 км/ч: 3.8 сек. Скорость: 320 км/ч.

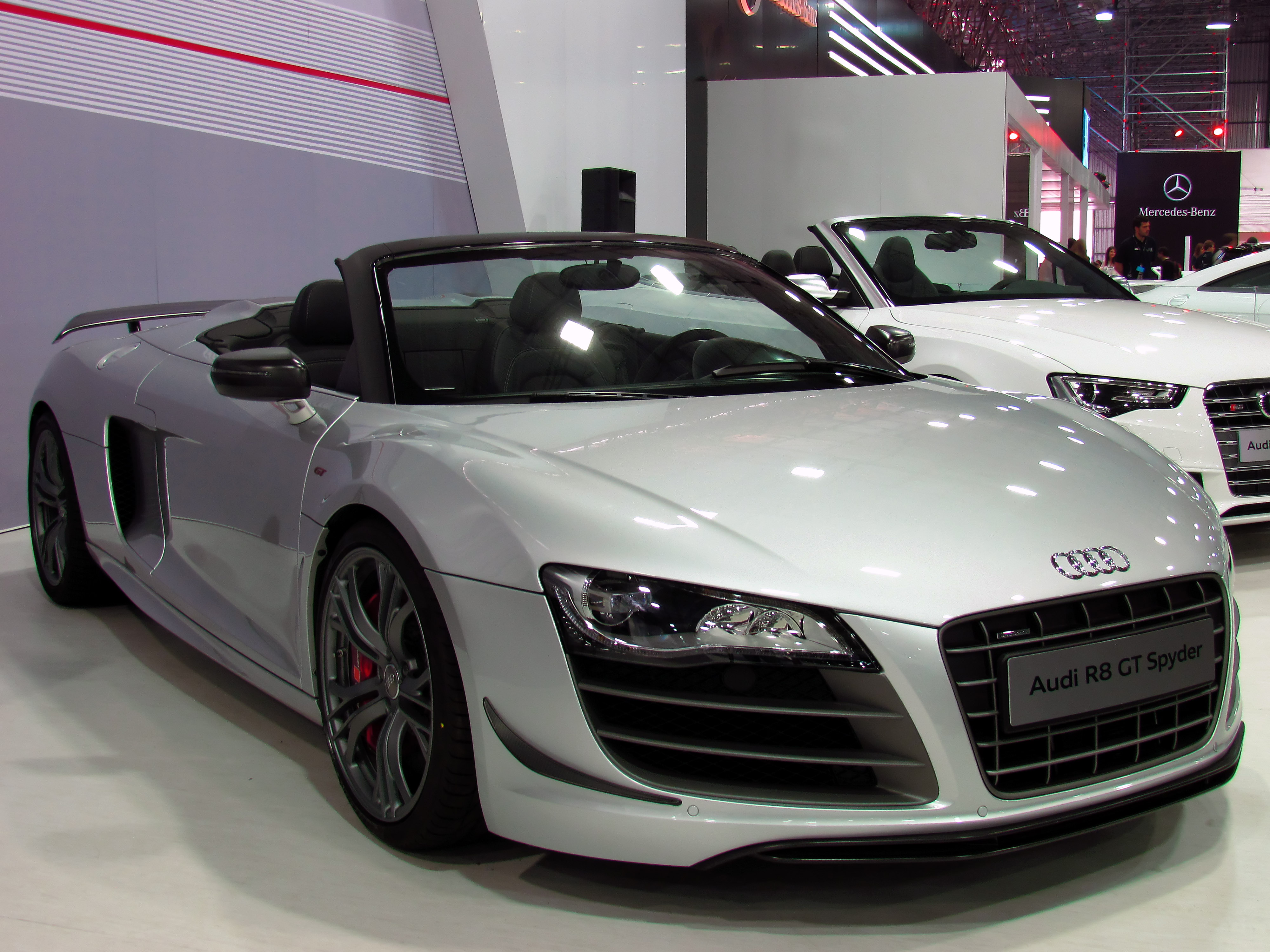
R8 GT Spyder
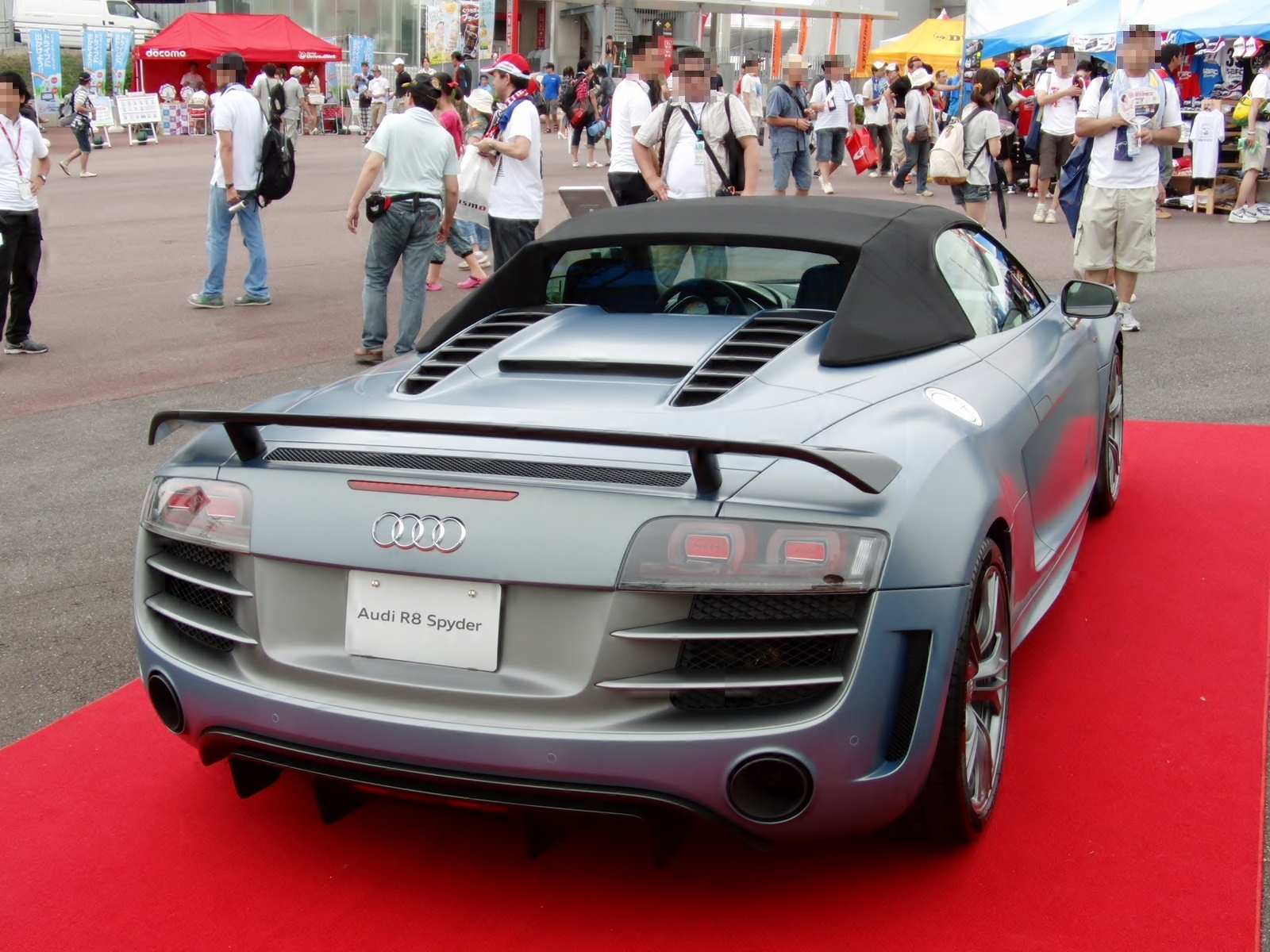
R8 GT Spyder

### Е-tron
Существует и полностью электрическая версия R8 под именем e-tron. Модель имеет статус прототипа, но тем не менее собрано 12 экземпляров. Привод только задний — два электромотора на задней оси позволяются развивать 380 л. с. и 820 Нм крутящего момента, что позволяет разгоняться электрокару от 0 до 100 км/ч за 4,2 секунды. Максимальная скорость ограничена 200 км/ч электроникой. Сделано это с целью экономии электроэнергии, трата которой на более высоких скоростях чрезмерно высокая (см. энергетика). Центр тяжести у электрической R8 смещен вниз и это позволяет проходить крутые повороты гораздо увереннее, нежели бензиновые собратья. Этому также сильно способствует автоматическая электронная система регулировки крутящего момента Torque Vectoring, которая распределяет усилие на каждое колесо отдельно.
Общий вес Audi R8 e-tron 1770 килограммов. Большая масса вызвана высоким весом аккумуляторных батарей — свыше 500 кг. И это несмотря на полную переработку кузова.
Несмотря на внешнюю схожесть кузов e-tron почти целиком сделан из углепластика. Алюминиевая силовая структура была разработана с нуля. Даже пружины сделаны из армированного углеволокном стеклопластика. Применение таких дорогих материалов и технологий вызвало увеличение стоимости каждой машины до уровня свыше 1 миллиона евро. При этом Audi передумала продавать уже существующие прототипы в текущем кузове.

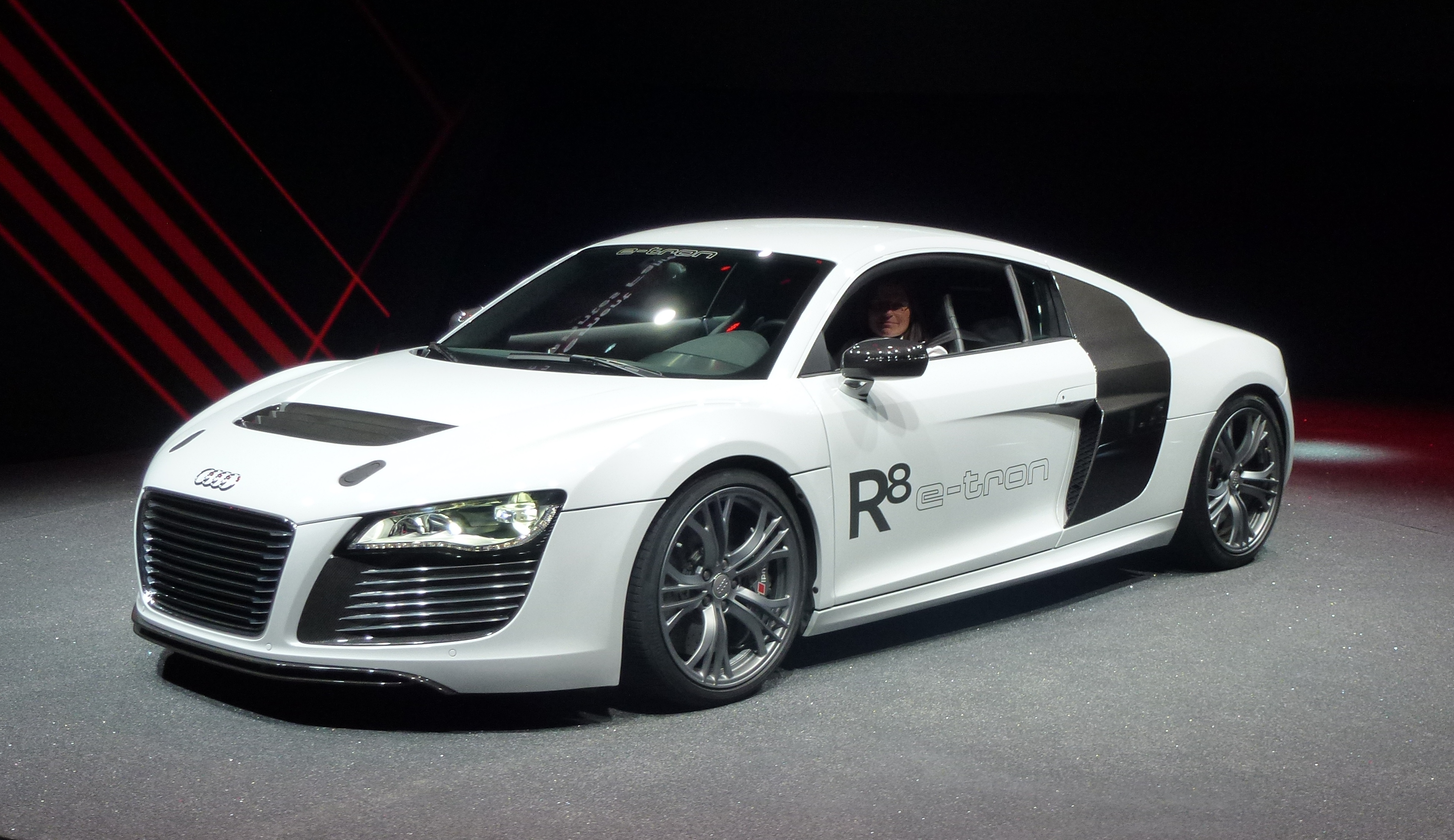
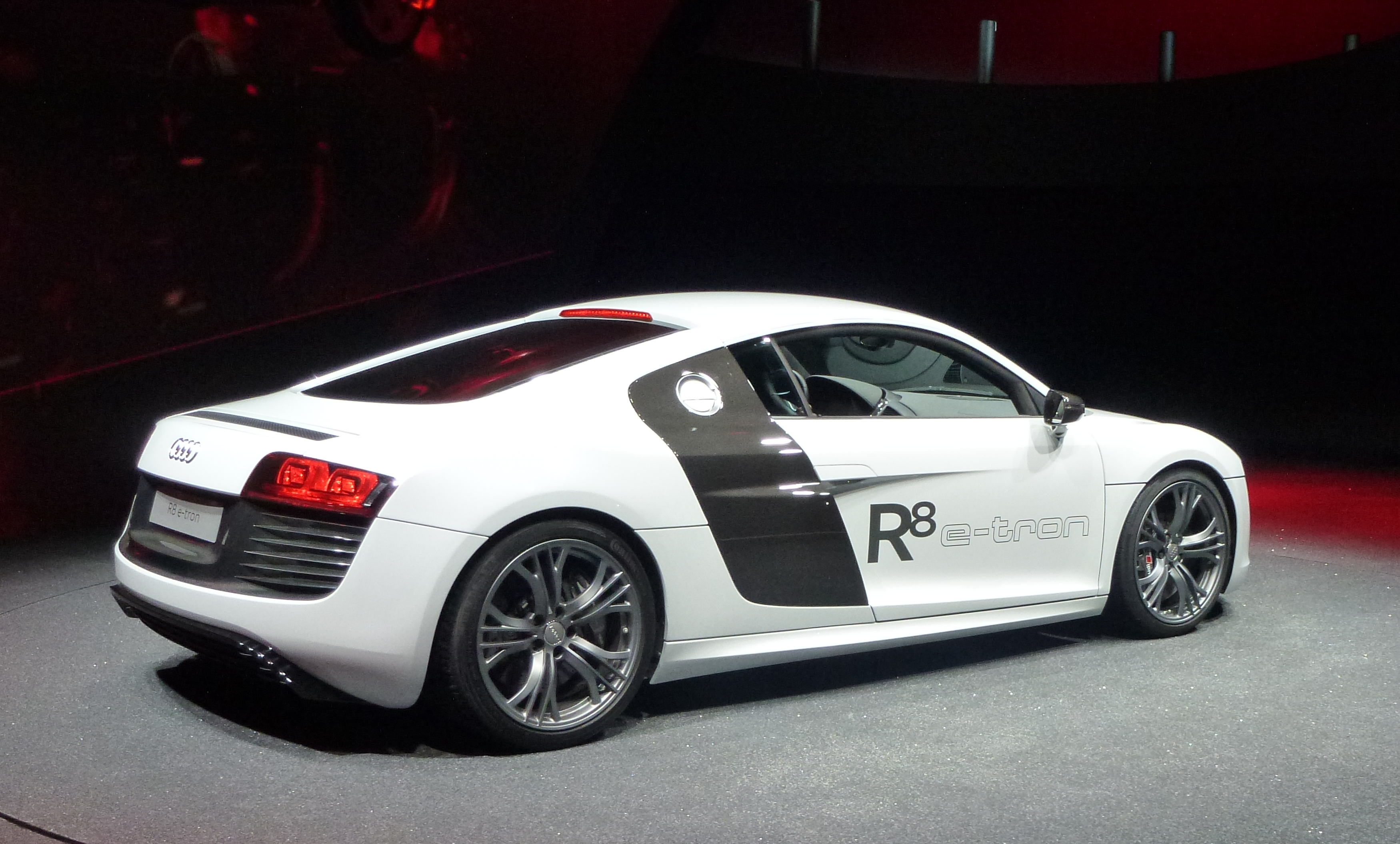

## Второе поколение

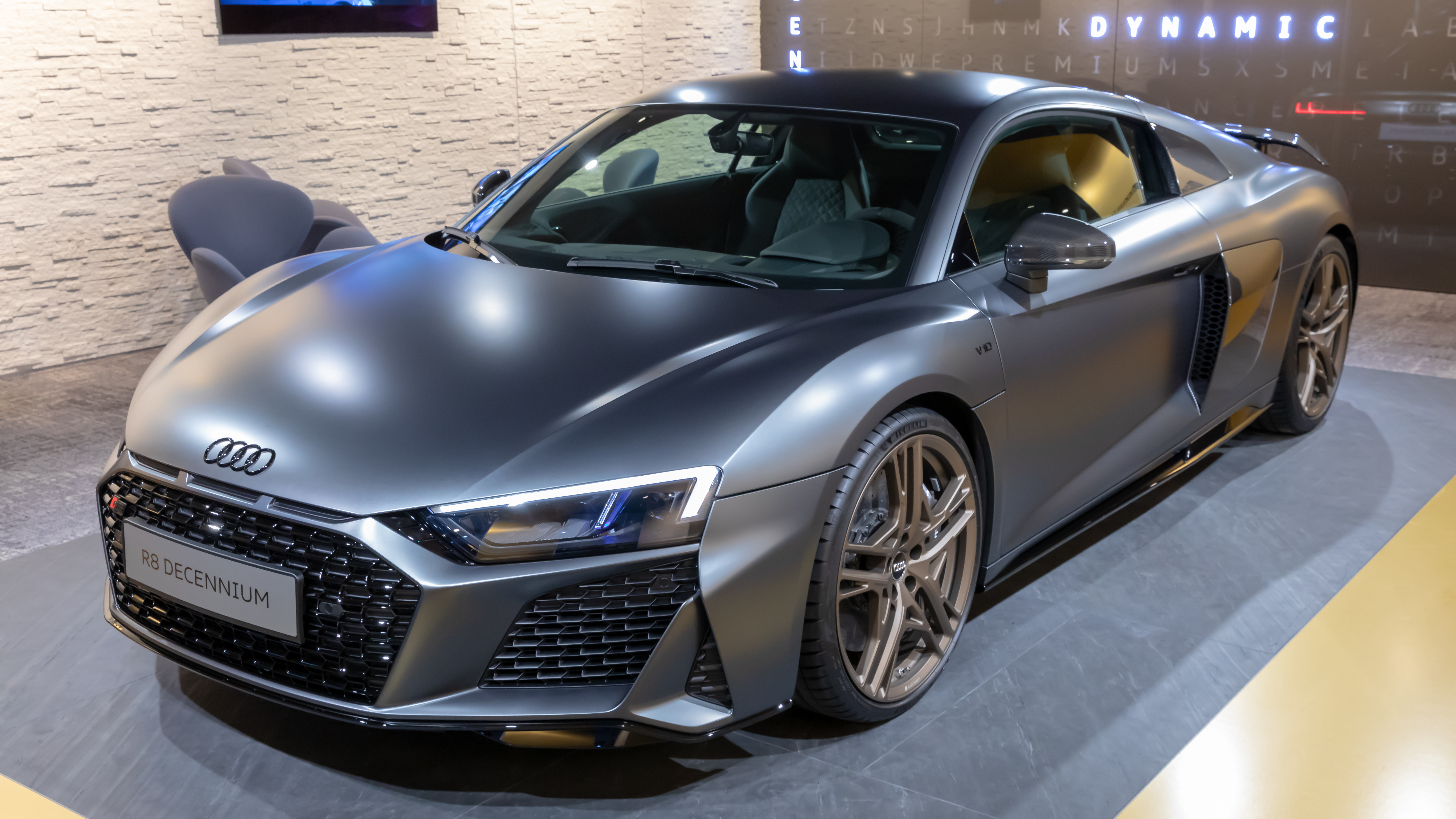
Audi R8 Decennuim (facelift 2019)

### V10
Второе поколение было представлено на Женевском автосалоне в 2015 году, включая серийную версию электромобиля R8 e-tron. Также есть еще две версии: V10 с 540 л. с. (397 кВт) и более мощный V10 Plus с 610 л. с. (449 кВт). Было внесено множество изменений, таких как новый Audi SpaceFrame, новый интерьер, перепроектированный внешний вид и т. д. Он разделяет техническую автомобильную платформу с Lamborghini Huracán.

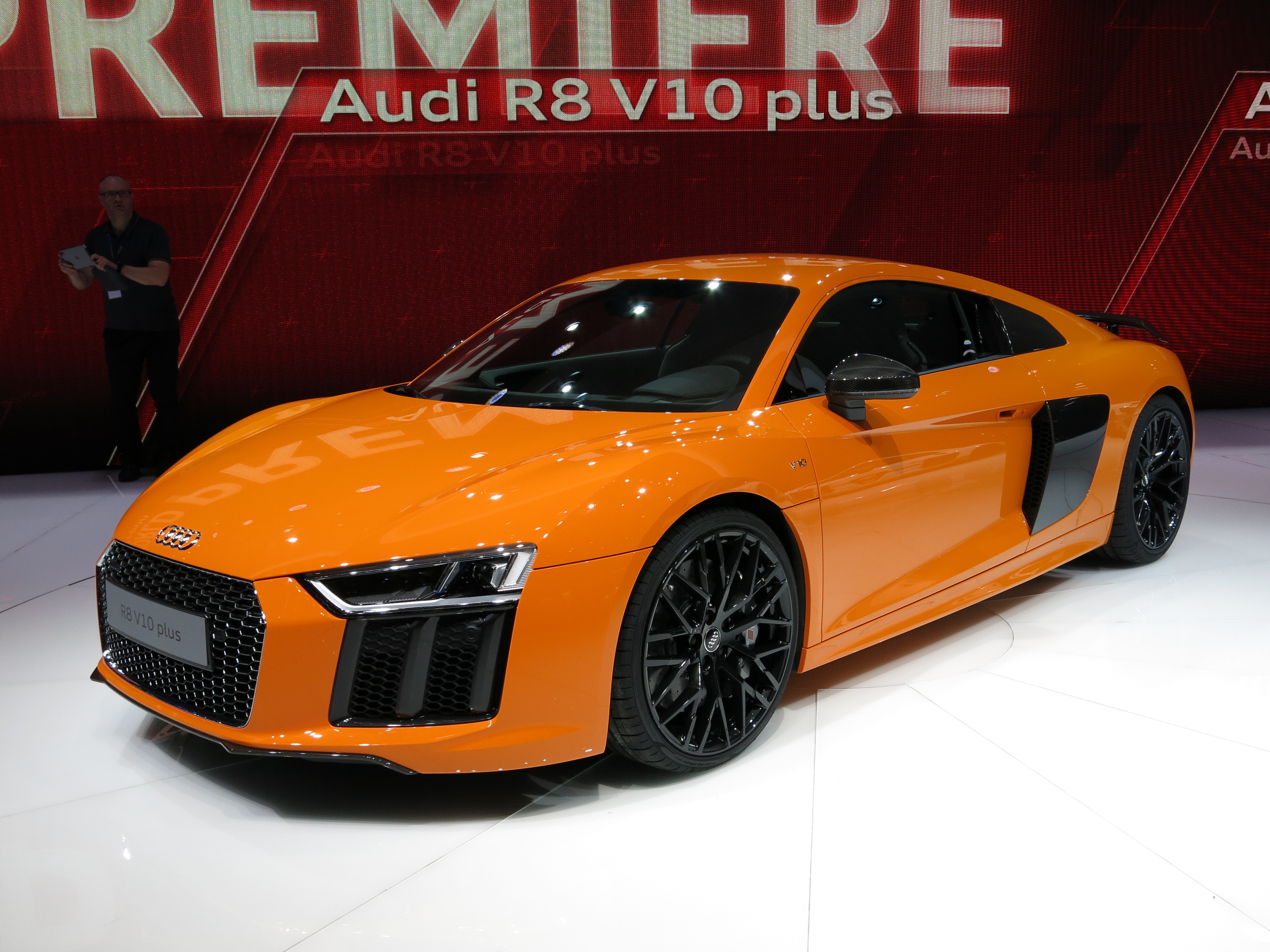
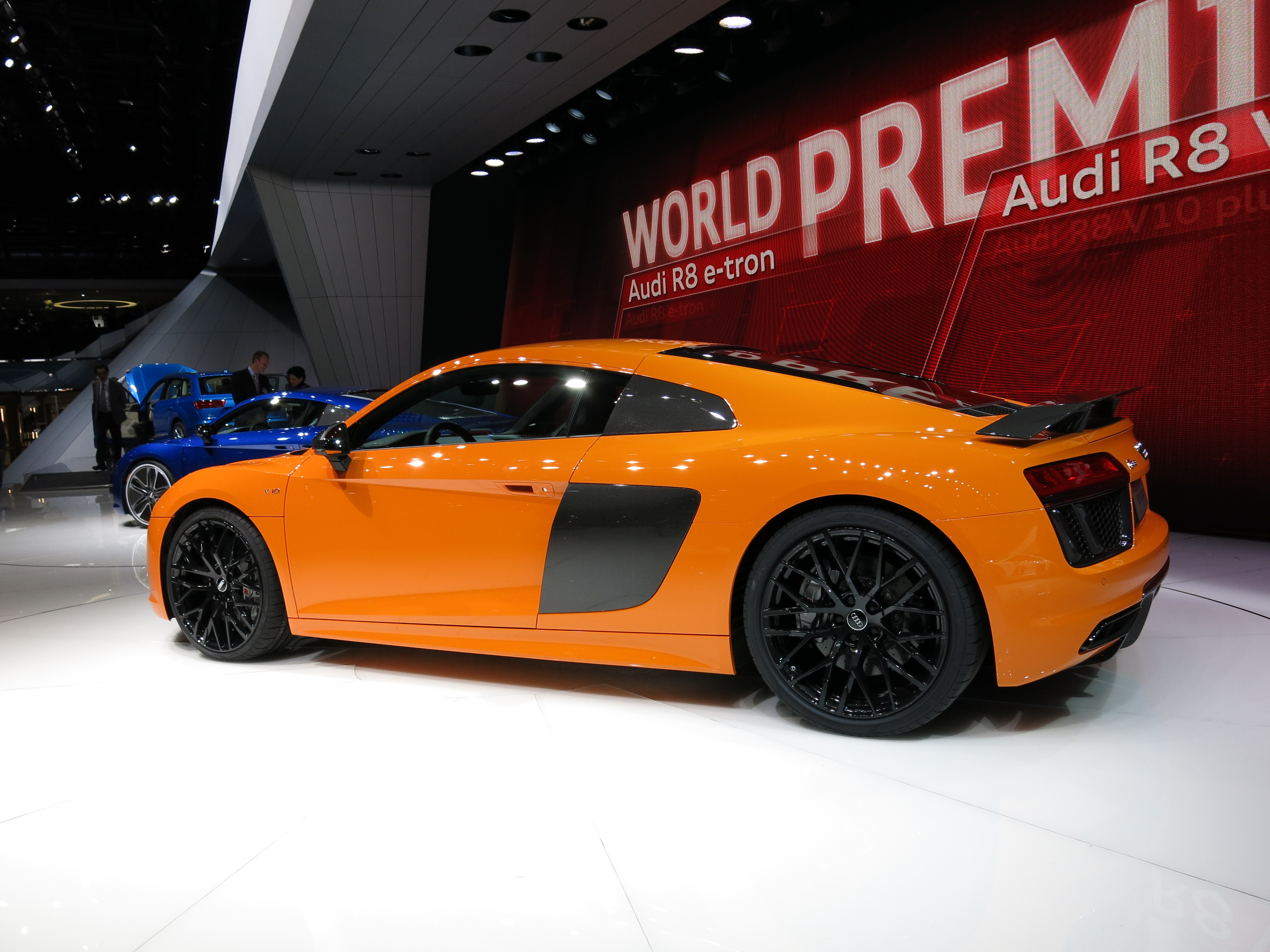

### V10 Spyder
Представленный на Мотор-шоу в Нью-Йорке 2016 года, R8 Spyder является версией с откидным верхом. С момента запуска он был доступен только со стандартным двигателем V10, который производит 540 л. с. (397 кВт) в середине 2017 года была добавлена версия V10 Plus Spyder с мощностью 610 л. с. (449 кВт).

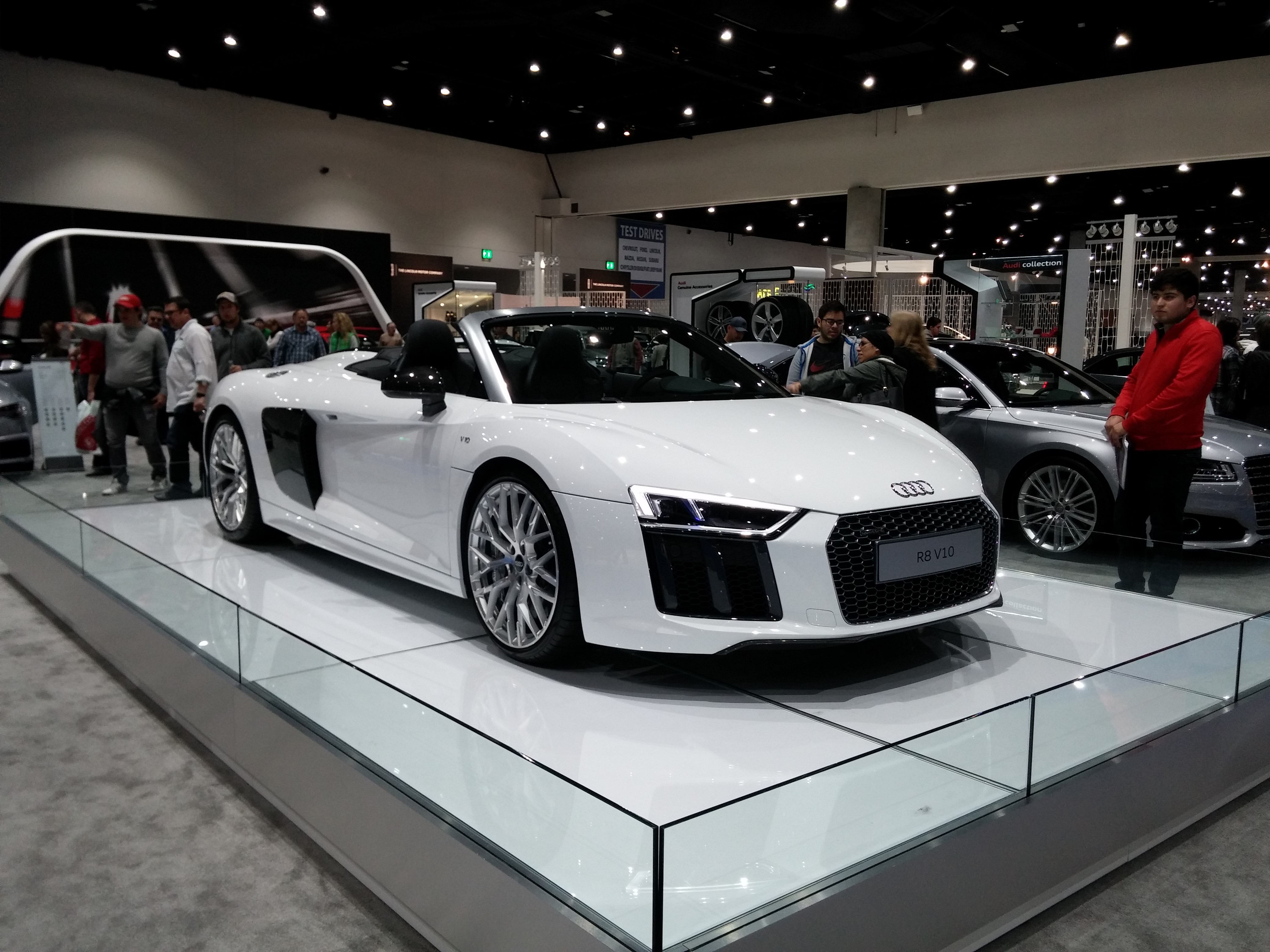
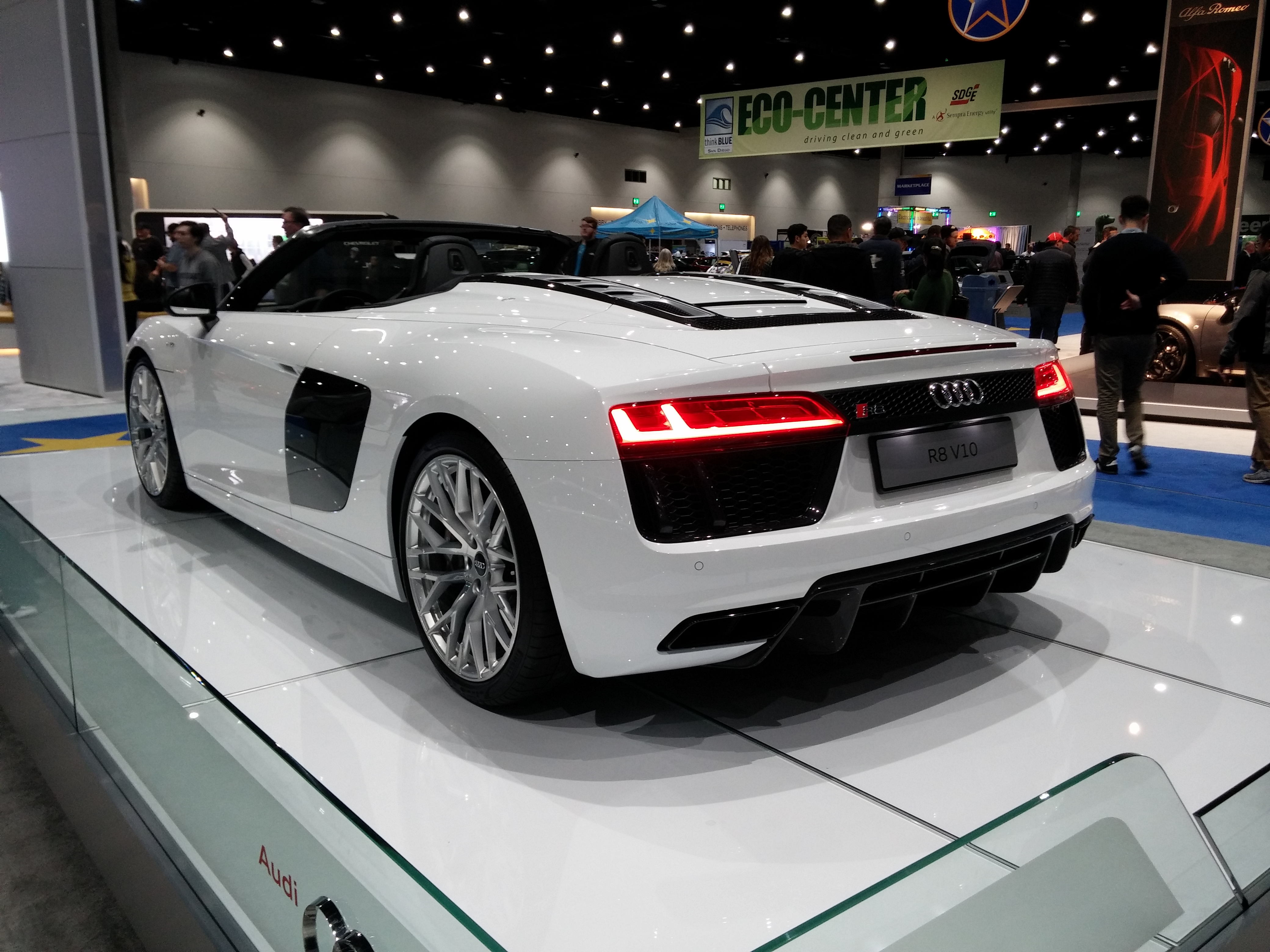

### RWS
Ограниченная заднеприводная версия R8 RWS (Rear Wheel Series), выпущенная тиражом в 999 экземпляров.
- Двигатель — V10 5.2 л. мощность 540 л. с.
- Максимальная скорость — 330 км/ч.
- Разгон до 100 км/ч. — 3.7 сек. / 3.8 сек. (Spyder)

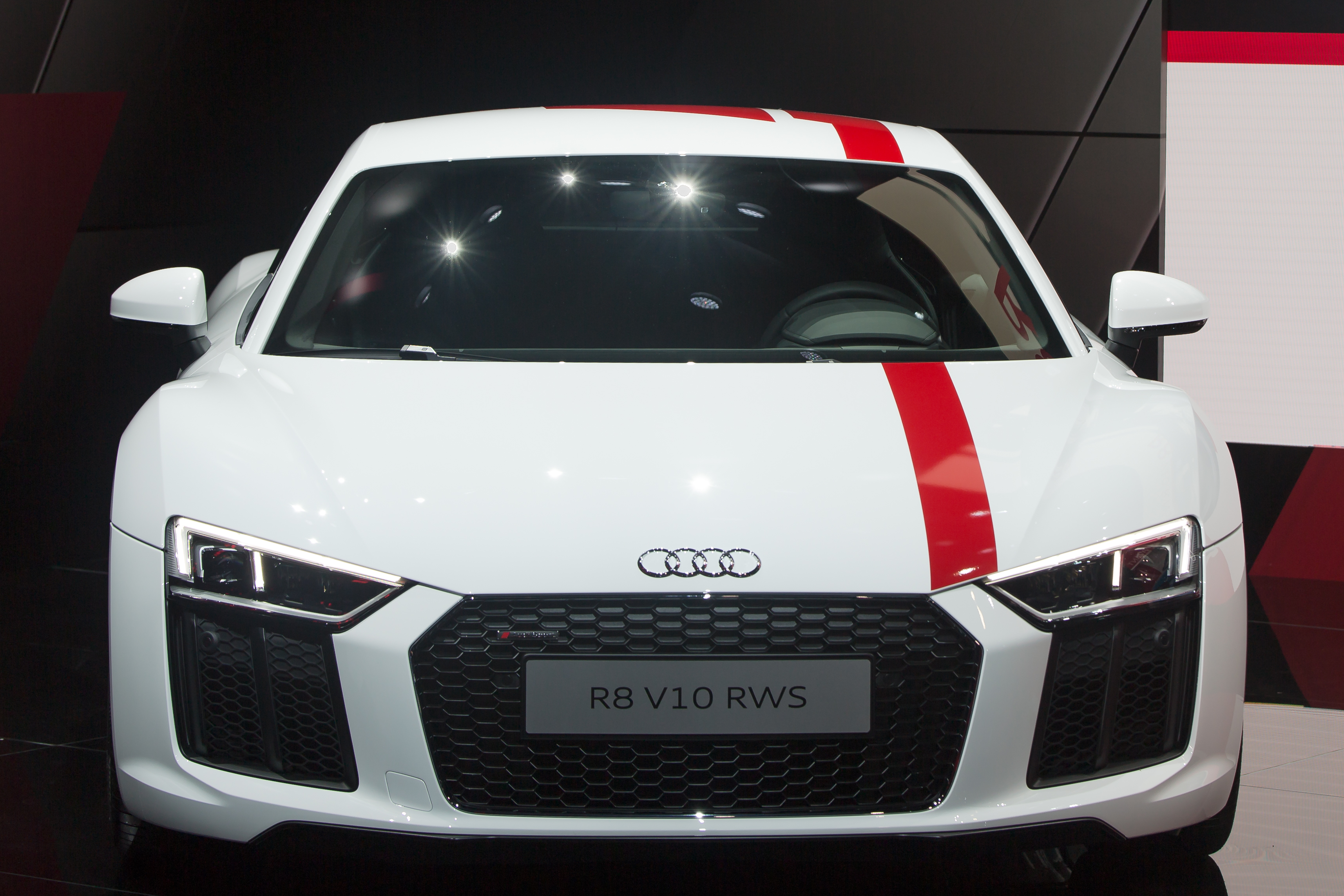
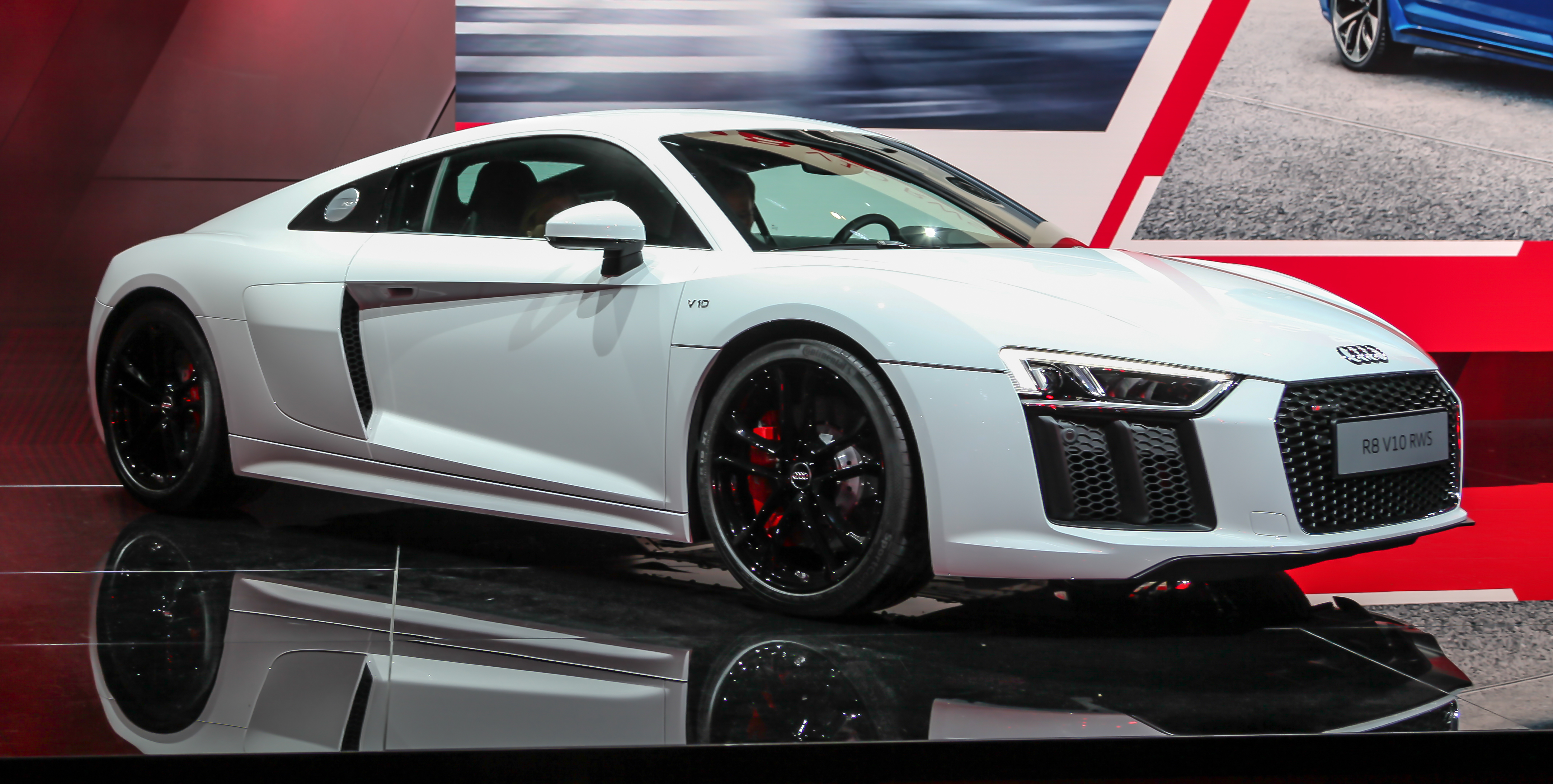
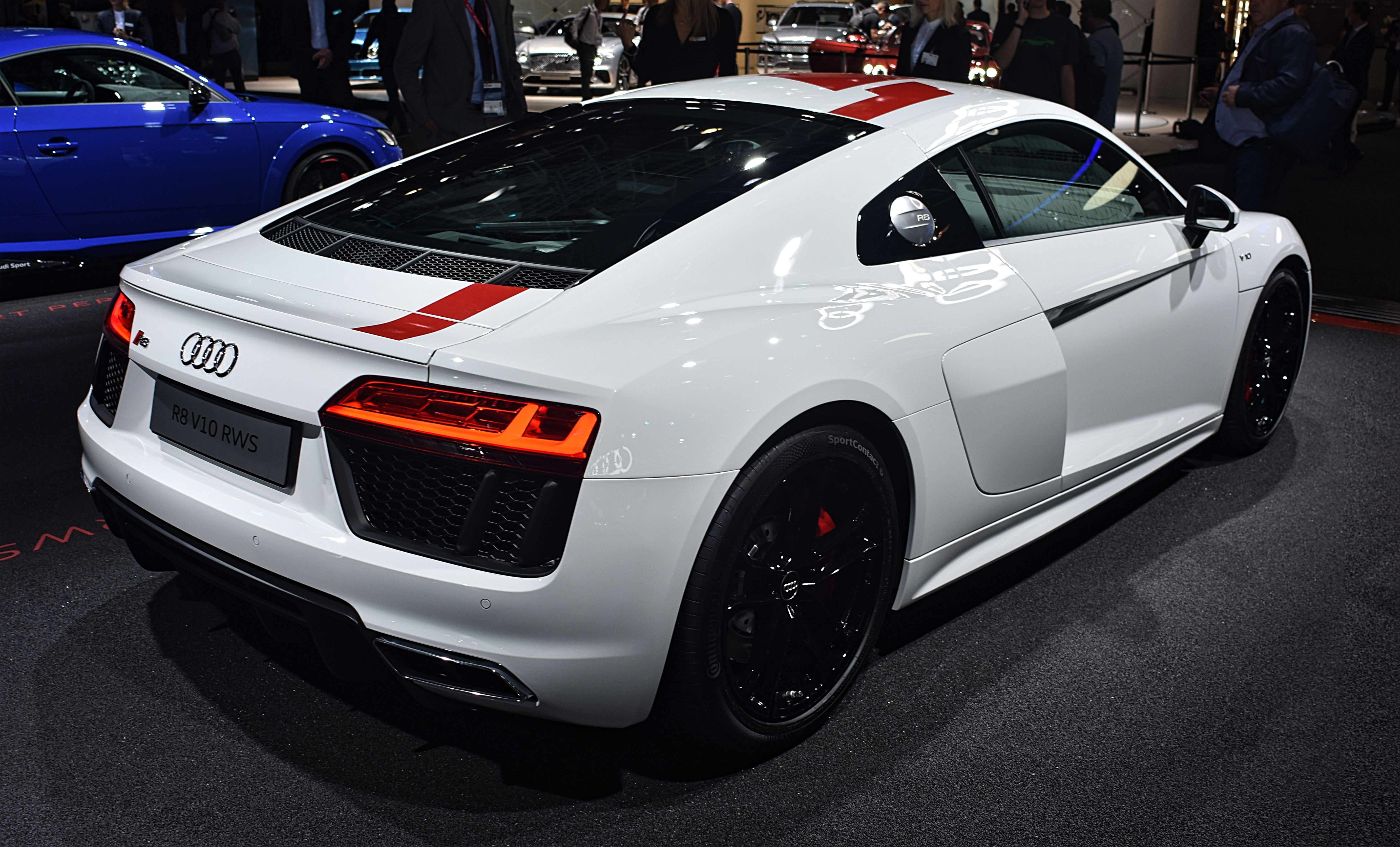

### Е-tron
Электрический Audi R8 e-tron в кузове второго поколения, представленного в 2015 году также как и предыдущее поколение не будет собираться массово, но её будут изготавливать на заказ клиентам. В новой версии увеличена автономность хода до 450 км, благодаря новым батареям, а разгон до сотни теперь занимает 3,9 секунд. Мощность в полностью электрическом e-tron составляет 456 л. с. (335 кВт, 450 л. с.),

крутящий момент составляет 920 Н·м (679 фунтов). Разгон с места до 100 км/ч (62 миль/ч) занимает 3,9 секунды. Максимальная скорость 250 километров в час.

### Рестайлинг (2019)
В 2018 году был произведен рестайлинг.
- Двигатель — V10 5.2 л. мощность 562 л. с. / 612 л. с. (Performance quattro)
- Максимальная скорость — 320 км/ч. Performance quattro: 330 км/ч. / 328 км/ч. (Spyder)
- Разгон до 100 км/ч. — 3.4 сек. / 3.5 сек. (Spyder). Performance quattro: 3.1 сек. / 3.2 сек. (Spyder)

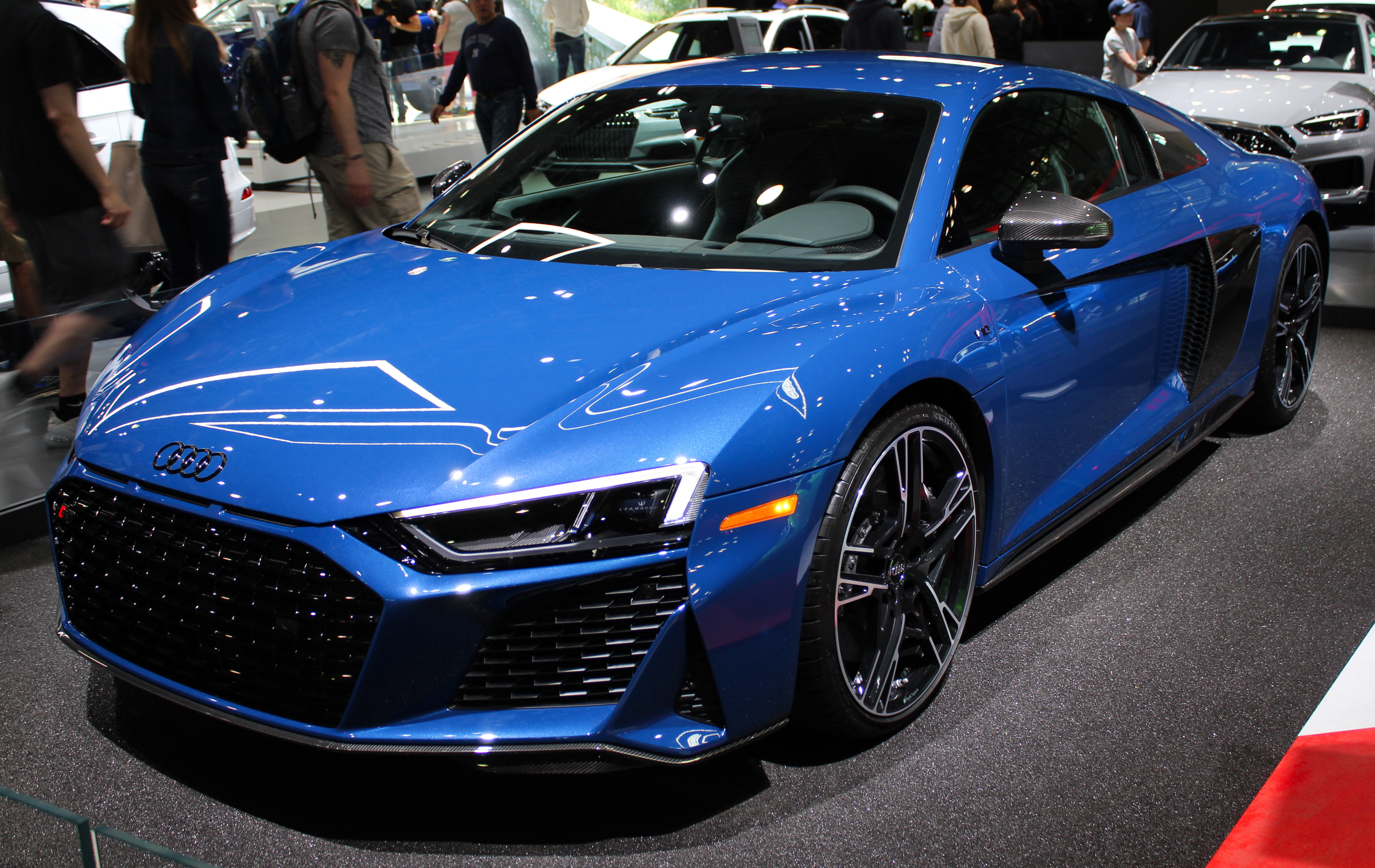
R8 performance quattro
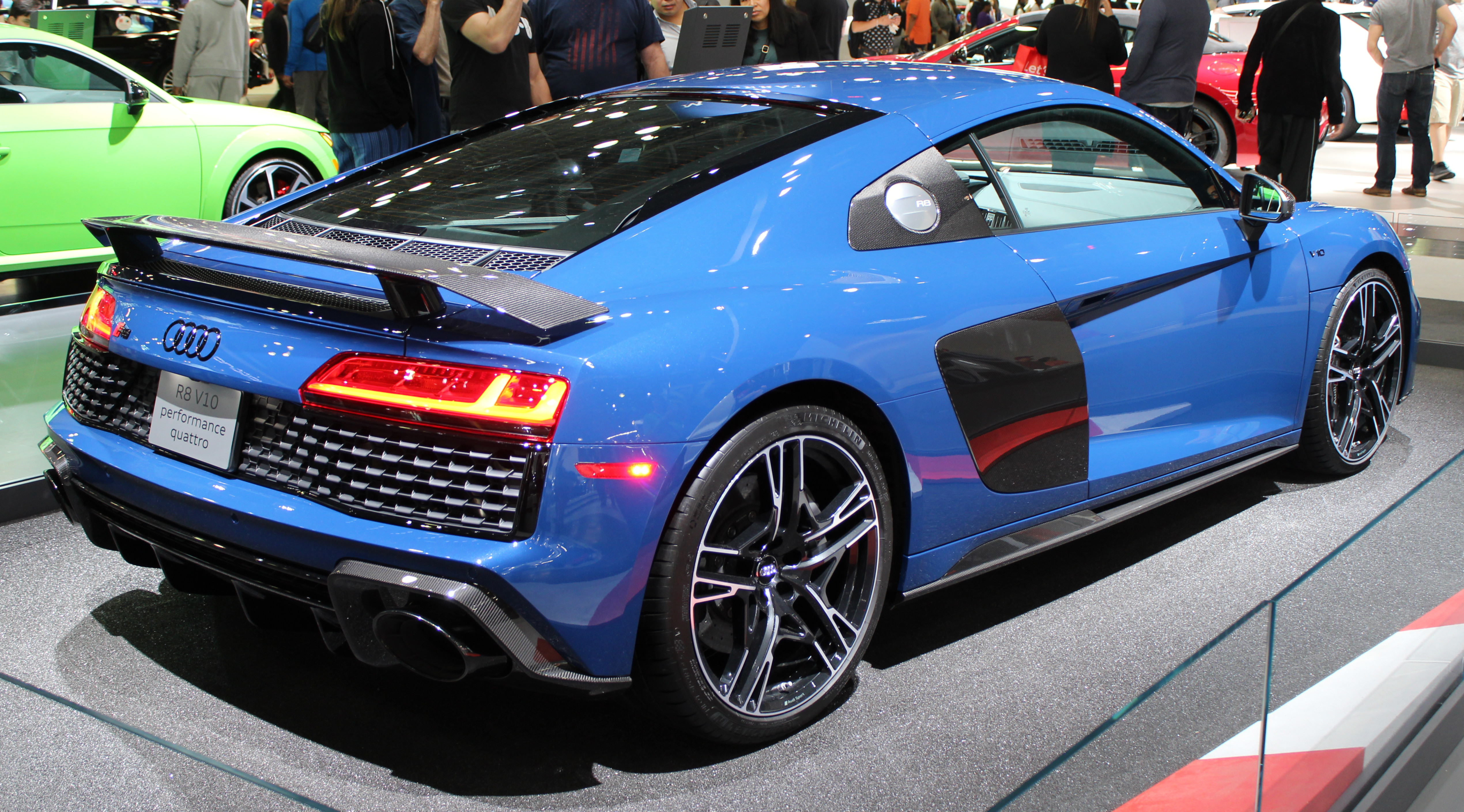
R8 performance quattro
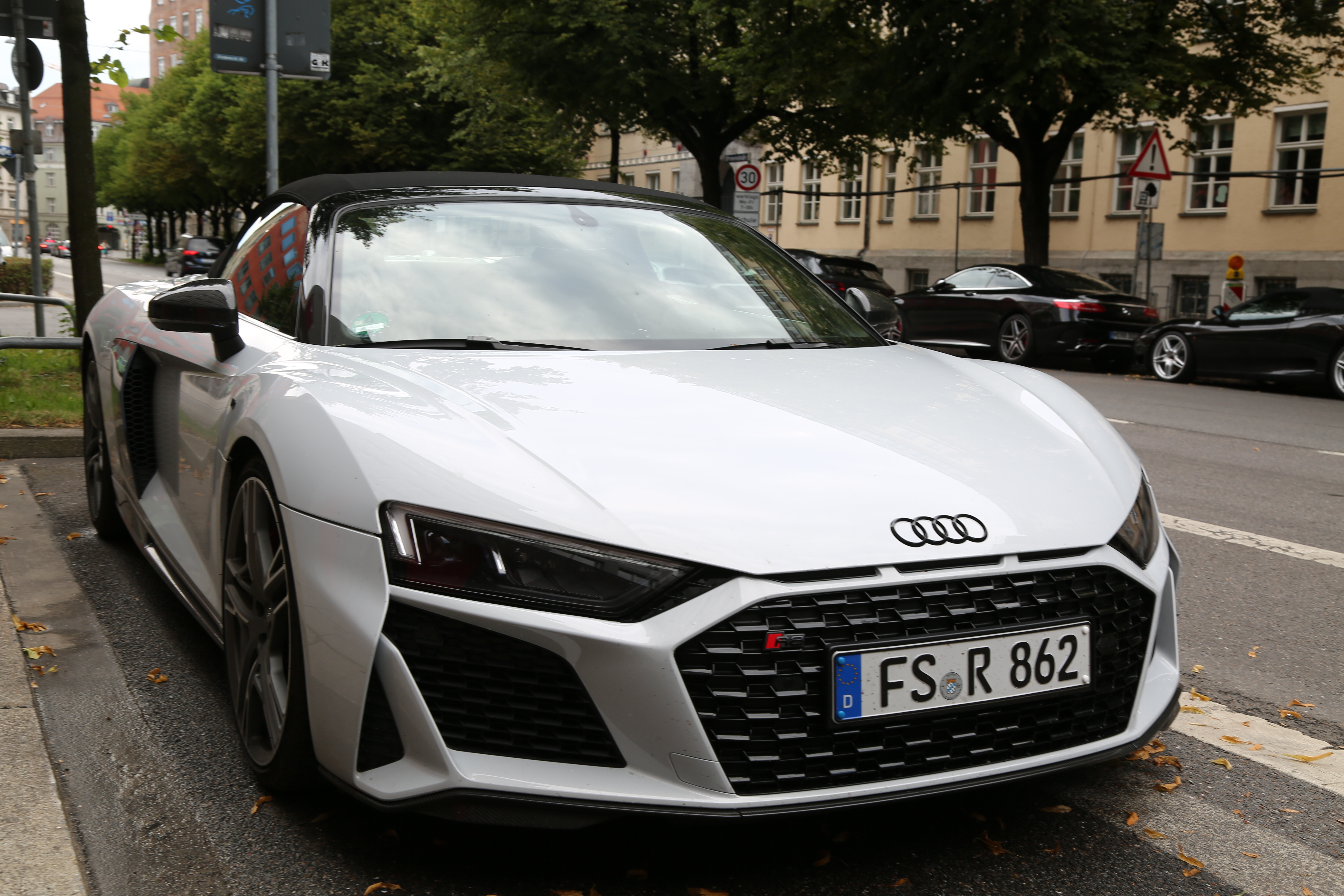
R8 Spyder
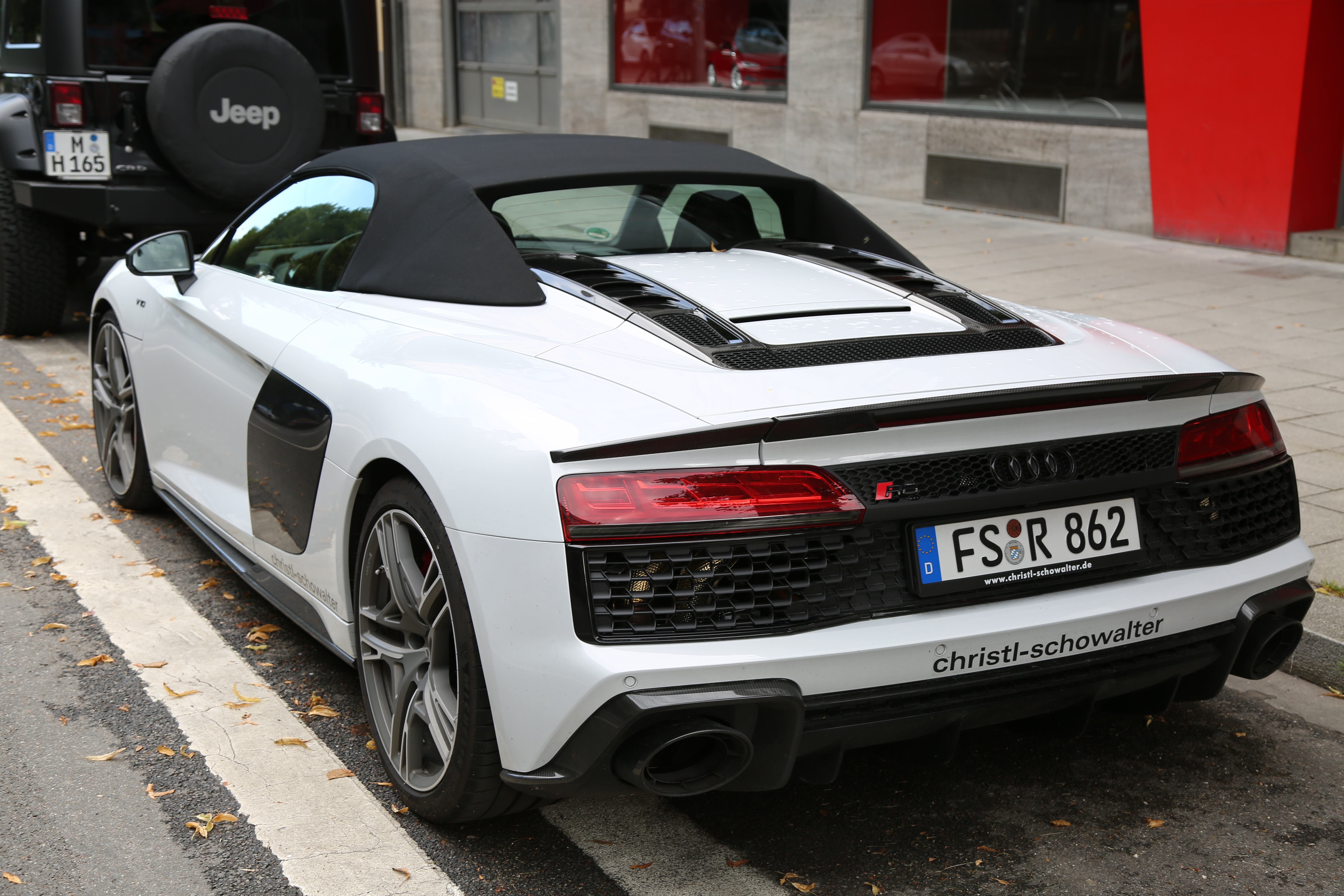
R8 Spyder

### Decennium
Ограниченная серия Audi R8 Decennium была выпущена тиражом 222 экземпляра в честь десятилетия модели.
- Двигатель — V10 5.2 л. мощность 620 л. с.
- Максимальная скорость — 332 км/ч.
- Разгон до 100 км/ч. — 3.2 сек.

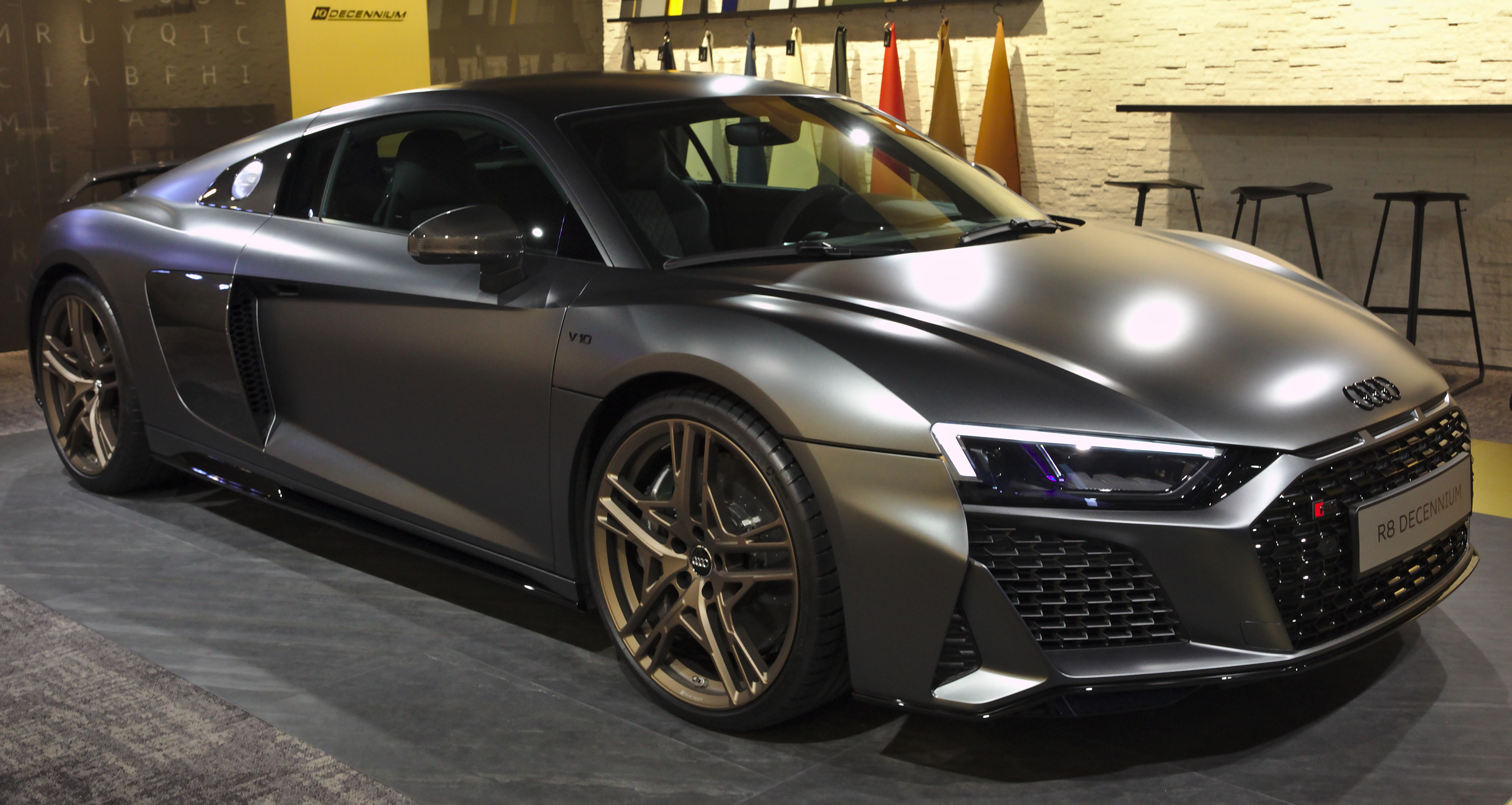
R8 Decennium
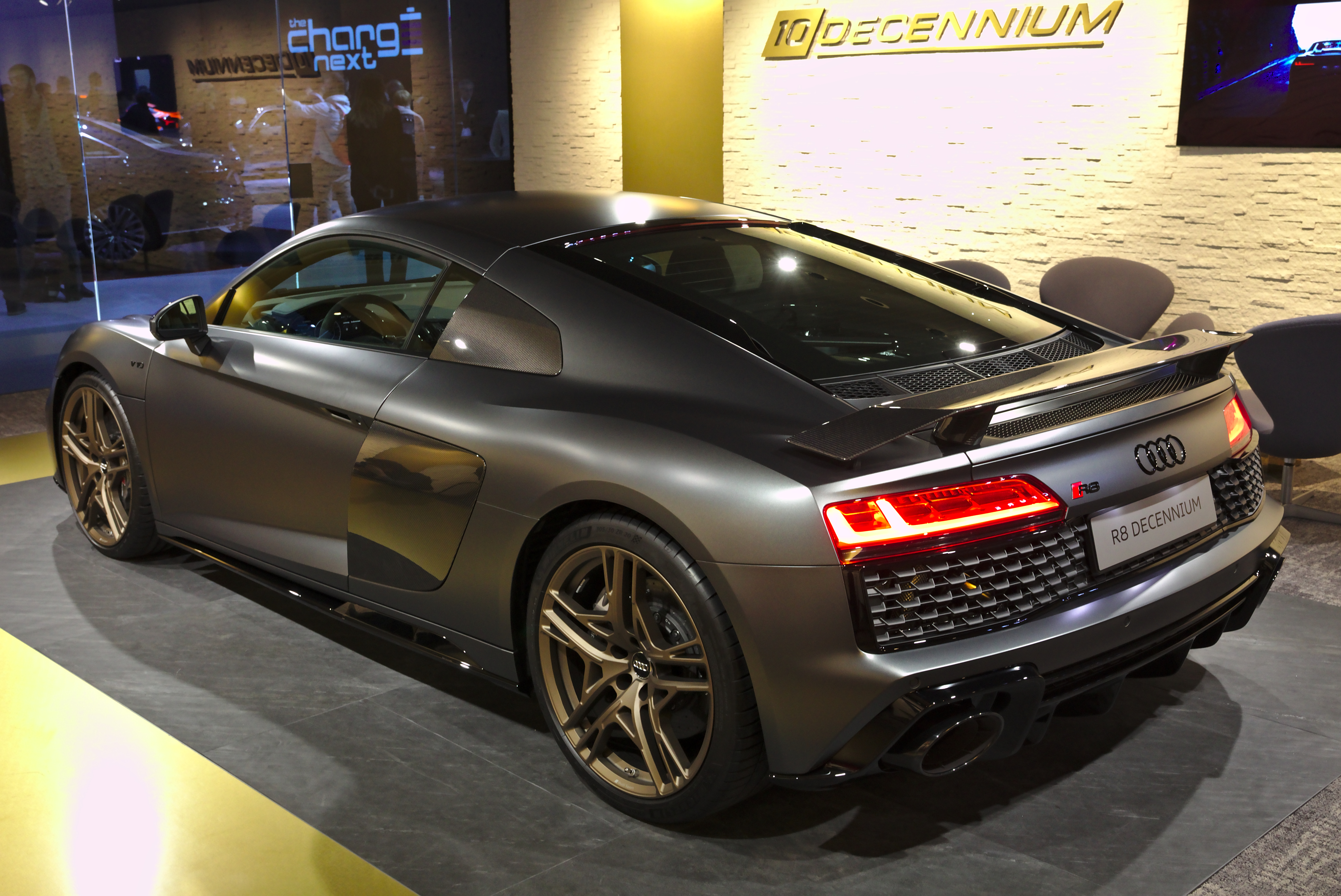
R8 Decennium
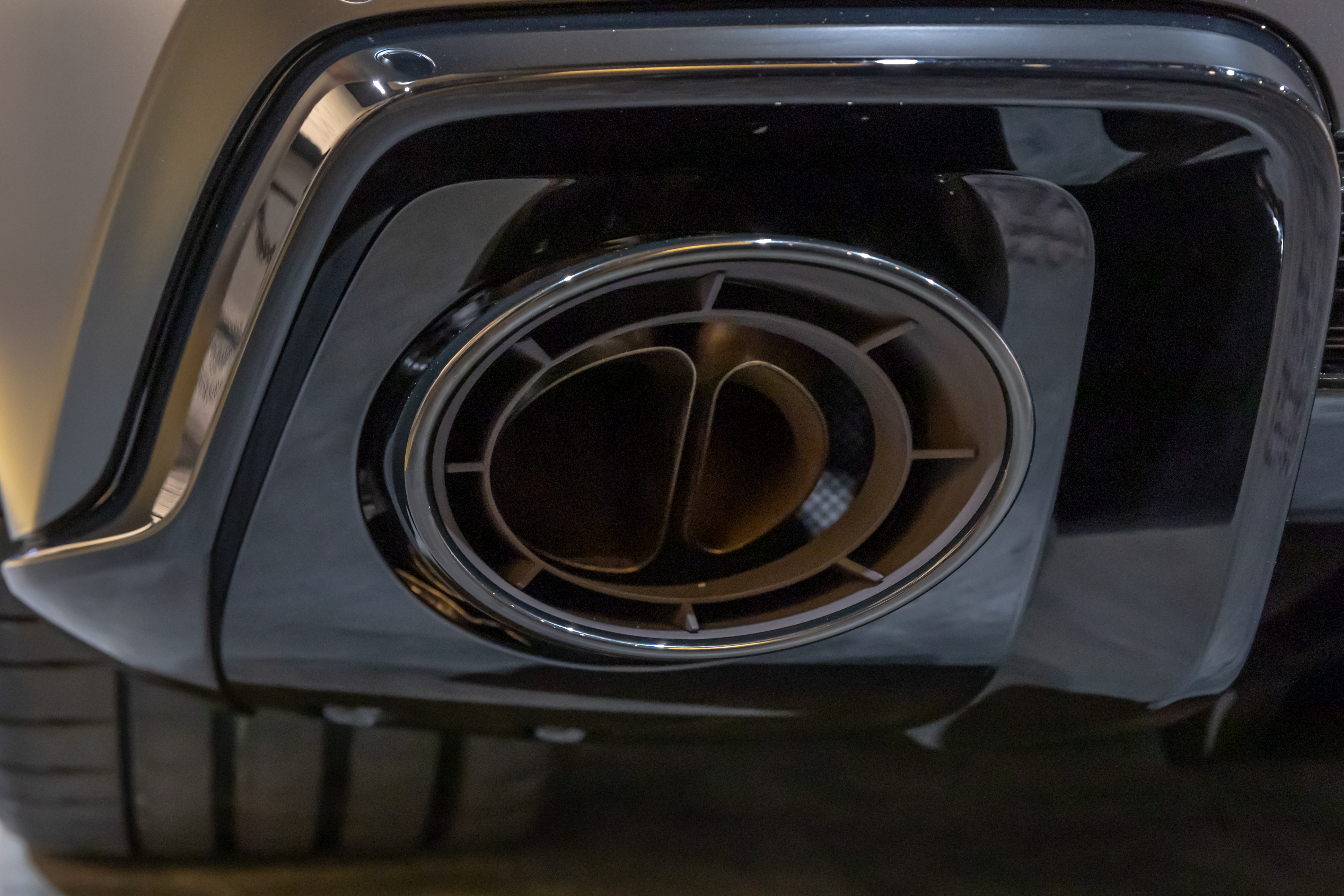
выхлопная труба

## В автоспорте
Автомобиль Audi R8 LMS построен для участия в кольцевых гонках серии FIA GT3. Гоночная версия автомобиля оснащается стальным каркасом безопасности и кузовом из алюминия и углепластика.

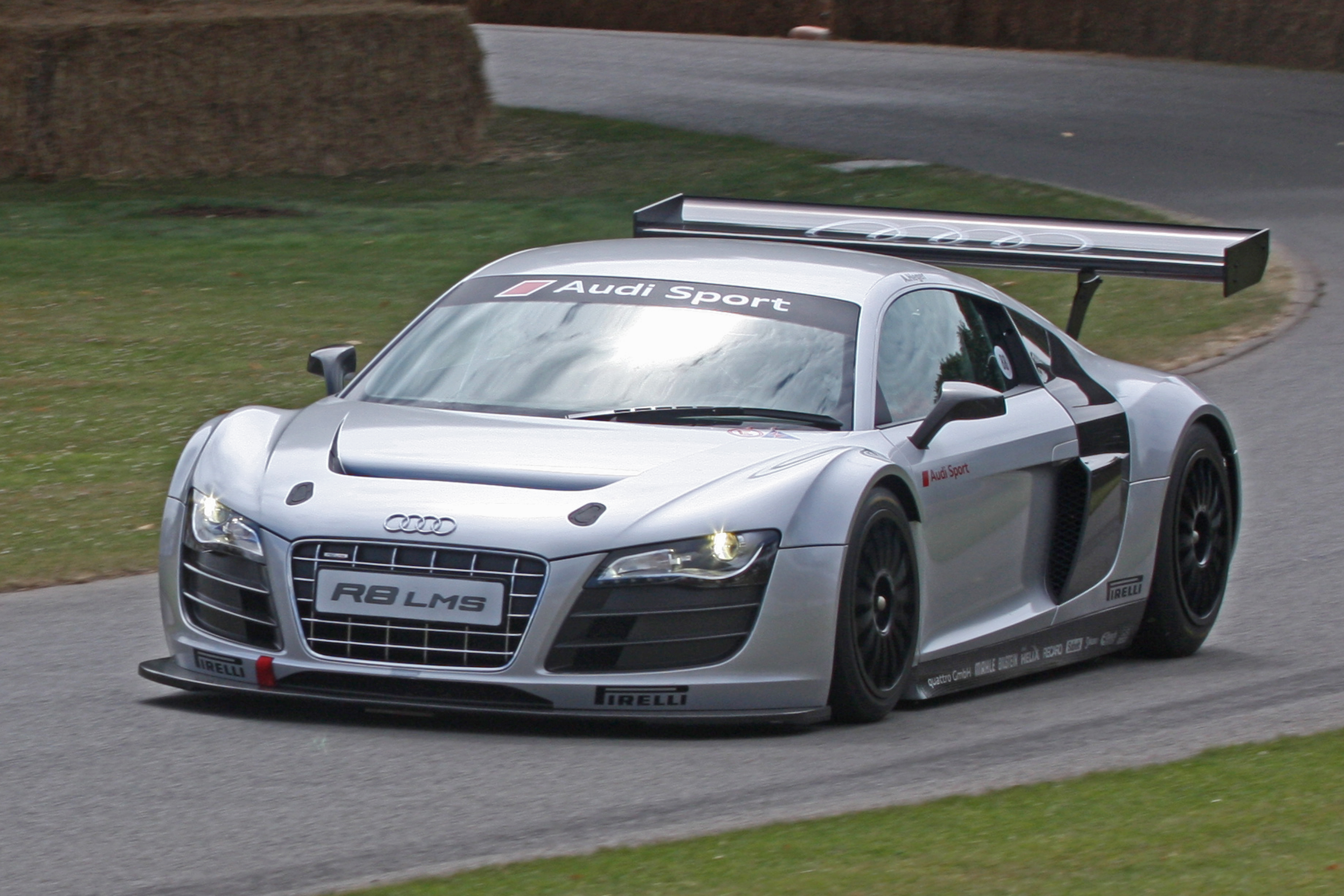
Audi R8 LMS (2009 - 2012)
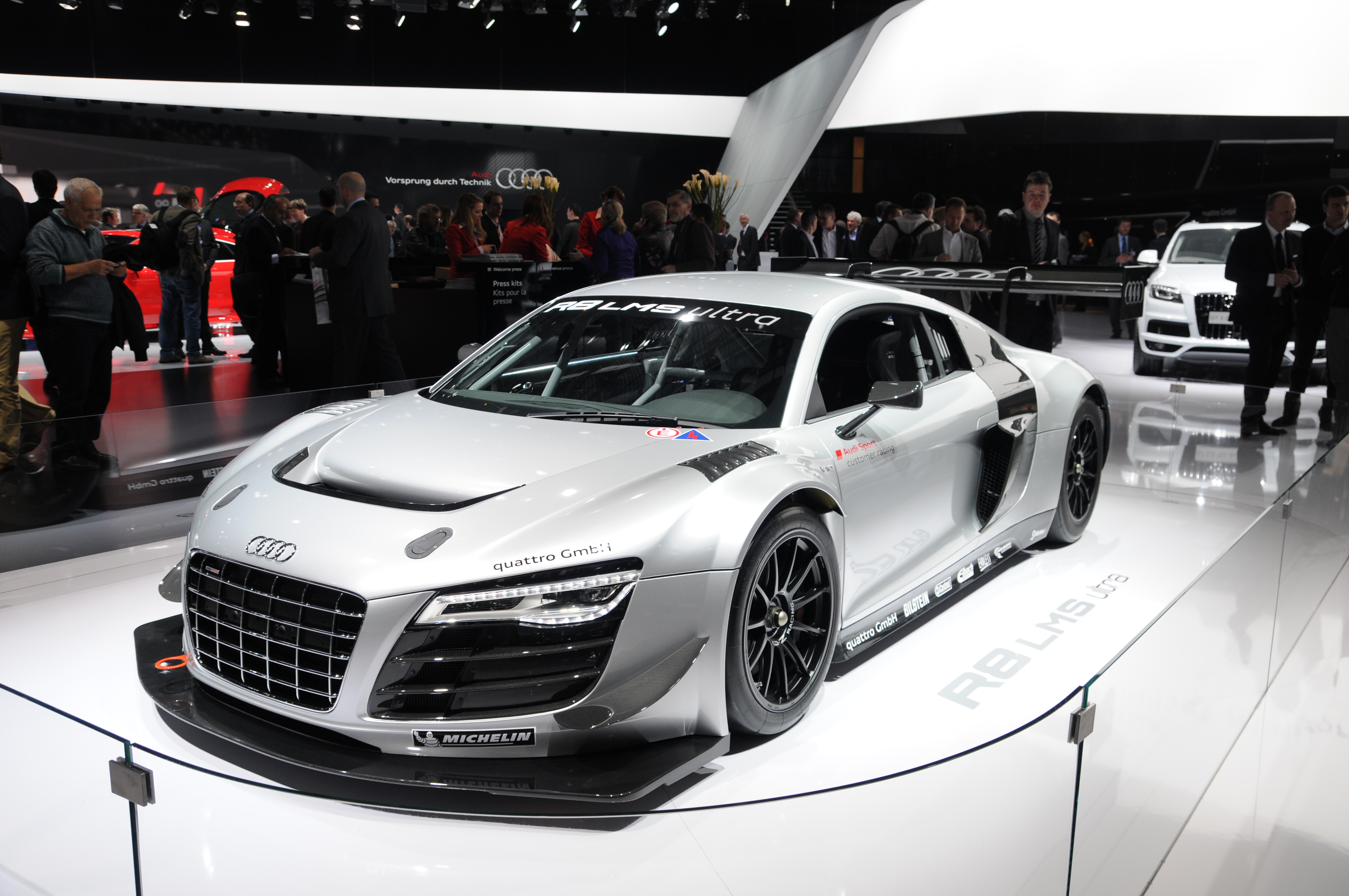
Audi R8 LMS Ultra (2012 - 2015)
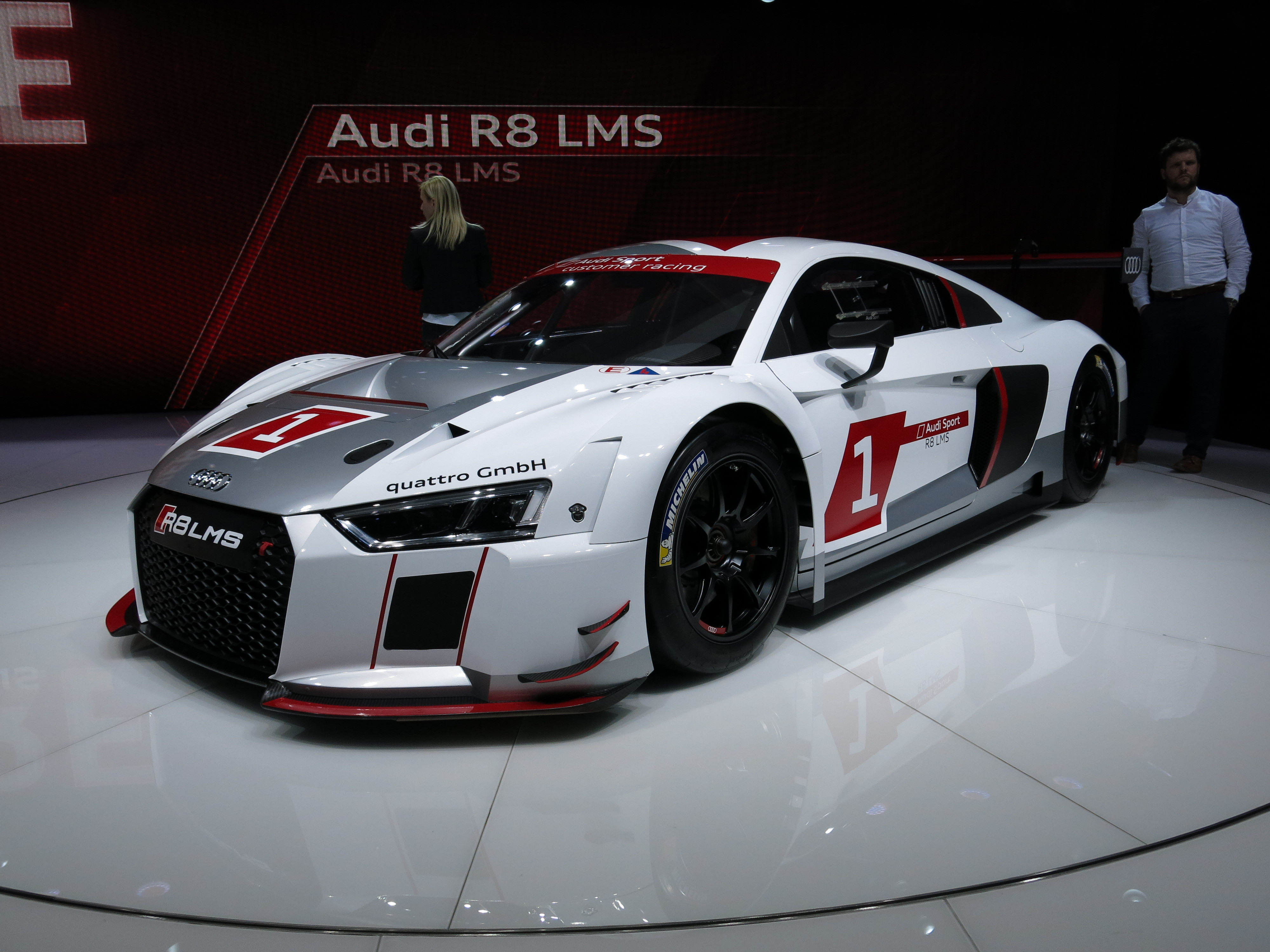
Audi R8 LMS (2015)
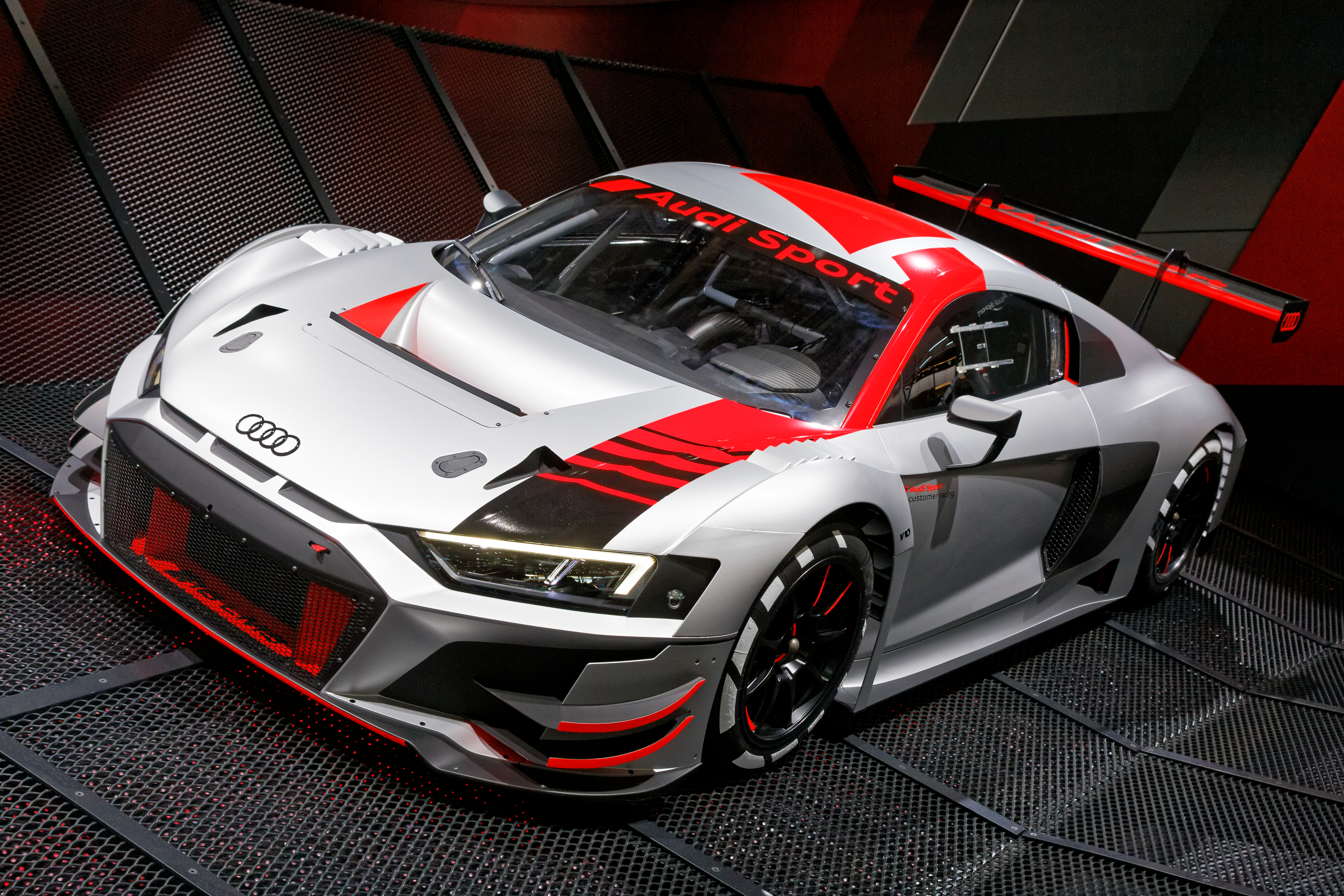
Audi R8 LMS (2018[22])
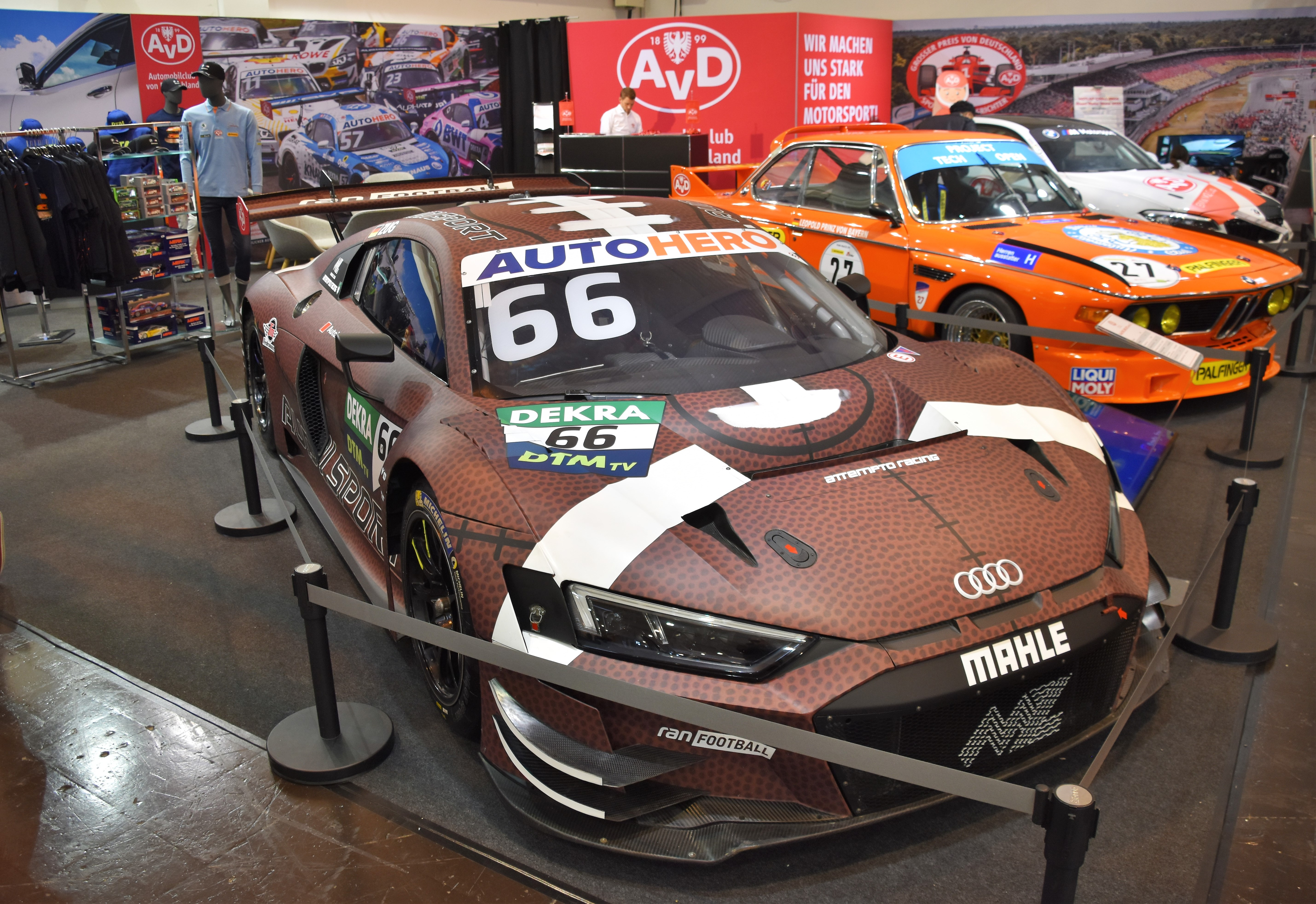
Audi R8 GT3

## Применение полного привода
Мотор расположен посередине. Соотношение усилия переднего и заднего привода составляет 15:85. Конструкторы обеспечили сохранность прямолинейности во время торможения, установив электронную систему управления на раздатку: при торможении основное тормозное усилие сначала идёт на задний мост, в то время как задний привод выключается; передний привод остается работать и получает тормозное усилие уже только при существенной потере скорости. Таким образом, при торможении машина сохраняет прямолинейность даже на сильном гололёде.

## См.Также
- Audi Le Mans quattro
- Audi RSQ
- Audi Nanuk
- Audi Ai:PB18
- Audi Avus Quattro
- Audi Rosemeyer